# Magyar utca (Kolozsvár)
A Magyar utca Kolozsvár egyik legjelentősebb, a középkori város egyik legrégebbi utcája. A Fő tér északkeleti sarkából indul kelet felé, keresztezi a Bocskai teret (ma Avram Iancu nevét viseli), és nyílegyenesen továbbhalad a keleti lakótelepek irányába.
Első írásos említése 1372-ből származik, Platea Magier néven. A 15. század elején megépült várfalak az utcát két részre szakították, egy belső és egy külső részre. Ahol a várfalak az utcát keresztezték, állt a Magyar utcai kapu. 1899-ben választották szét hivatalosan a két részt, a Bel-Magyar utca ekkor vette fel Kossuth Lajos nevét, a külső rész pedig megmaradt Kül-Magyar utcának. Az utcák neve és számozása ezt követően többször is változott, legutóbb az 1990-es évek elején, amikor a két utcát ismét eggyé alakították, és az 1989-es romániai forradalom emlékére 1989. december 21. sugárútnak nevezték át (román nyelven Bulevardul 21 Decembrie 1989).
Az utca belső részének nevezetessége, hogy itt alakult ki a város unitárius központja a 18–19. században. Itt épültek fel a kollégiumok, a templom, valamint az egyéb egyházi épületek. A Bel-Magyar utcában székel a lutheránus egyház is: itt található mind a templom, mind a püspökség. A Kül-Magyar utca egy hóstátiak által lakott utca volt, itt épült fel templomuk is, a református kétágú templom. Az utca már a 15. századra elérte a Szentpéter nevű kicsiny falut, amelynek létezésére ma mindössze az utca közepén, egy szigeten álló római katolikus templom emlékeztet. Keleti végén épült ki az 1970-es–80-as években a Mărăști-lakótelep tömbházrengetege, teljesen megváltoztatva az utca addigi falusias jellegét. Ez a város egyik legforgalmasabb útja; a városon áthaladó kelet-nyugati, egyirányú személyforgalmat bonyolítja le.

## Története

### Az utca kialakulása

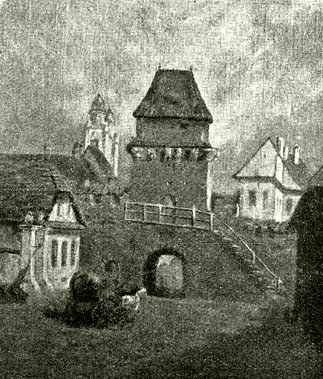
Az egykori Magyar utcai városkapu

A településtörténeti tanulmányok kimutatták, hogy a középkori Magyar utca egy igen régi kereskedelmi útvonalon haladt a város keleti-északkeleti széle felé, Szamosfalva irányába. Egy 1361-es oklevél tanúsága szerint az út – miként napjainkban is – Apahidánál elágazott: egyik ága Kályánon át Szászrégen, illetve Marosvásárhely felé fordult (per viam Kalyan versus villas Buza, Teke, Regun, Sarpatak, Monyorow et Forum Siculorum), a másik a Szamos mellett Bonchida, majd Beszterce felé vezetett (uersus Byztriciam […] per Banchyda). A Magyar utca, a Híd, Közép, Király és Farkas utcákkal együtt egyike volt az Óváron kívüli Kolozsvár főutcáinak.
A kolozsvári Magyar utcát először 1372-ben említették dokumentumok a latinos Platea Magier néven, illetve annak fordításaképpen pedig Platea Ungaricali[s]nak. Elnevezése valószínűleg onnan származik, hogy a város többi utcájához képest itt lakott a legtöbb magyar nemzetiségű család. Benkő Elek szerint, mivel a Magyar utca belső szakaszát vegyesen népesítették be magyar és szász polgárok, az itteni magyaroktól aligha kaphatta nevét. Sokkal inkább az utca külső szakaszán fekvő szentpéteri templom körül megtelepült, jelentős lélekszámú magyarság lehetett a névadó.
Az 1453-as népességi összeírásban Platea Longa, azaz Hosszú utca néven szerepel, tehát a város leghosszabb utcája lehetett. Herepei János kolozsvári helytörténész azonban rámutatott arra, hogy az egykori Hosszú utcát (Szappany utca, ma Brassai Sámuel nevét viseli) a késői századokbeli hivatalos használat tévesztette össze a Magyar utcával (16–17. századi dokumentumok), ennek pedig az a magyarázata, hogy amíg az igazi Hosszú utca a forgalomból egészen kikapcsolódott, elvesztette jelentőségét, sőt egykori nevét is, addig a vele párhuzamos Magyar utca lett a város ezen fertályának főutcája. Az 1453-as összeírásban már elkülönül belső, várfalakon belüli (intra muros) és külső, várfalakon kívüli (extra muros) része az utcának. Ez annak tudható be, hogy Kolozsvár városfalait a 15. század elején építették meg. A Magyar utca belső és külső szakaszát a 16. században „kis ajtó” kötötte össze; a fölé emelendő toronyról csak 1580-ban határoztak. A városfal elkészülte után a Magyar utca külső szakasza az itt álló szentpéteri templommal, külváros lett. A Magyar utca lett Kolozsvár öt középkori fertályának főutcája és egyben névadója is. Az összeírásból az is kiderül, hogy a belső részen 25, míg a külső részen 82 család lakott.
A középkori Magyar utca épületeiről nagyon kevés adat maradt fenn. Giovanandrea Gromo, János Zsigmond fejedelem firenzei bizalmasa 1564−65-ben Kolozsvár külvárosaiban faházakat látott. Ezek – tekintettel arra, hogy a 16−17. század folyamán a cserépfedés a falakkal övezett belvárosban is ritkaságszámba ment – zsindely-, illetve zsúpfedél alatt állhattak. Ellentétben a Belső-Magyar utcával, ahol a késő középkorban már számos kőház állt.
Az 1660-as évektől kezdődően már rendszerint Külső Magyar és Belső Magyar utcaként említették az iratok. Az utcának a külső szakaszát az itt álló templom nyomán Szent Péter utcának is nevezték, amely a Magyar utcai városkapun keresztül vezetett a belső városba. A Külső Magyar utca létrejöttére két hipotézis létezik, az egyik szerint az egykori Szentpéter falu (a várostól keletre) a város felé terjeszkedett, s a két település összeépült. A másik hipotézis szerint Kolozsvár külvárosai (hóstát) bővültek Szentpéter irányába. Kolozsvár és Szentpéter összeolvadásáról pontos adatok nincsenek. Ez a folyamat a 15. század végére lezajlott. A Magyar utca és Szentpéter valószínűleg már a városfal építése előtt összeért. A 15. századi források már egységes magyar külvárosról tesznek említést, amelynek a határa ekkor már messze túlnyúlt Szentpéteren.
Felvinczi György 1706-ból származó feljegyzésében arról írt, hogy a Belső Magyar utcában több szász lakott mint magyar, de az 1744-es adókönyv erre rácáfolt: a 203 adózóból mindössze 15 volt német ajkú. A magyar lakosság zöme kézműves mesterember volt, de álltak itt nemesi házak is (Wesselényi, Kemény, Bánffy családok). A sokkal hosszabb Külső Magyar utcában 220 adózót számoltak össze. Az adókönyv jelentése szerint a Külső Magyar utcában tehetősebb polgárok kertjei, majorjai álltak, illetve néhány mesterember háza. Az adókönyv említést tett még a minoriták vendégházáról és templomáról, valamint a város vendégfogadójáról is, amelyik valószínűleg az utolsó házak egyike lehetett.
Az 1751-es adókönyv szerint a legtöbb adót az utcában Bánffy Dénes gróf fizette. A mesteremberek között volt prémszövő‚ rézműves‚ gyertyamártó‚ órás‚ lakatos‚ kovács‚ kerekes‚ takács‚ szabó és egy „olá harangöntő” is. A Külső Magyar utcában tizennégy „úri” kertet vett számba, valamint pallér‚ cserfőző‚ német mészáros‚ kötélverő mesterek műhelyeit is. Az utca lakosai között egy „olá Miháj” és egy szász is volt.
Az 1830-as évek adókimutatásai (Tabella Rectificationis) sokkal részletesebben taglalták az utca lakosait és osztályozták is őket: főrangú családok (Bánffy György gróf‚ Wesselényi Farkas báró‚ Kun Károly gróf, Bethlen Farkasné bonyhai grófnő‚ Bánffy Ferencné bárónő), papok és tanárok (mind unitáriusok), kereskedők (közöttük németek, románok és szlávos nevűek). A jegyzékbe vett 36 polgárból többnek második‚ sőt harmadik házaként iktatták a birtokolt épületet. A jegyzékekben ekkor már feltűntek az egyházi és középületek is. Az 1839-es táblázatban már a zsidókat is feltüntették: a Külső Magyar utcában tizenhét zsidó család élt, többek között a rabbi és a családja. Tehát az izraelitáknak itt volt a központjuk. Mivel ezek a táblázatok nem közlik a házszámokat, az egykori házak, majorok fekvését, csak kevés esetben sikerül beazonosítani.
1845-ben megjelent a Kolozsvári Naptár, amelyben a lakosok neve mellett a házszámokat is megadták (nem az összeset). Ebből tudni, hogy a legtöbb Magyar utcai lakos a csizmadiák céhéhez tartozott, majd a szabók és bognárok következtek. A lakatos–pléhes–puskaműves–zabolacsináló és késcsináló céh első mestere a Külső Magyar utcában lakott. Főleg a lakosság mindennapi igényeit‚ ruházkodását kiszolgálók telepedtek itt le. A nagyobb felszerelést‚ területet igénylő műhelyekből néhány a Külső Magyar utcában működött.

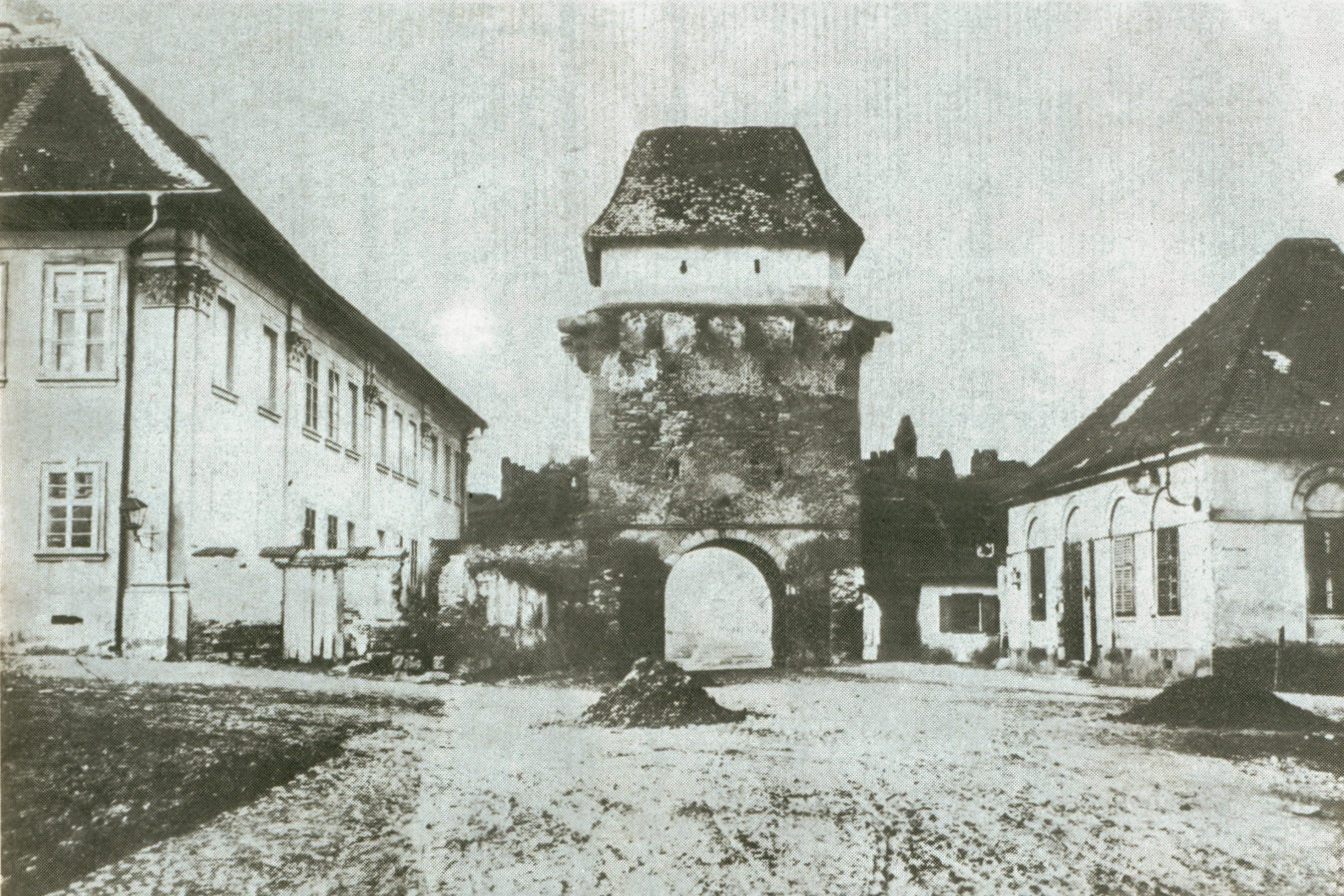
A Magyar utcai városkapu a lebontása előtt, az 1860-as években. Veress Ferenc felvétele

Az 1854-es naptár az „iparűzők” számának csökkenését mutatta ki, de arányuk a Magyar utcában alig változott. Ebben a nyilvántartásban öt gyár is megjelent. A Császári és Királyi Dohány- és Szivargyár csak később költözött a Külső Magyar utcába‚ Csiki és Sigmond Szeszgyára viszont már a „Külső Magyar utca végén” megjelöléssel szerepel.

### Az utcakép alakulása a 19. században

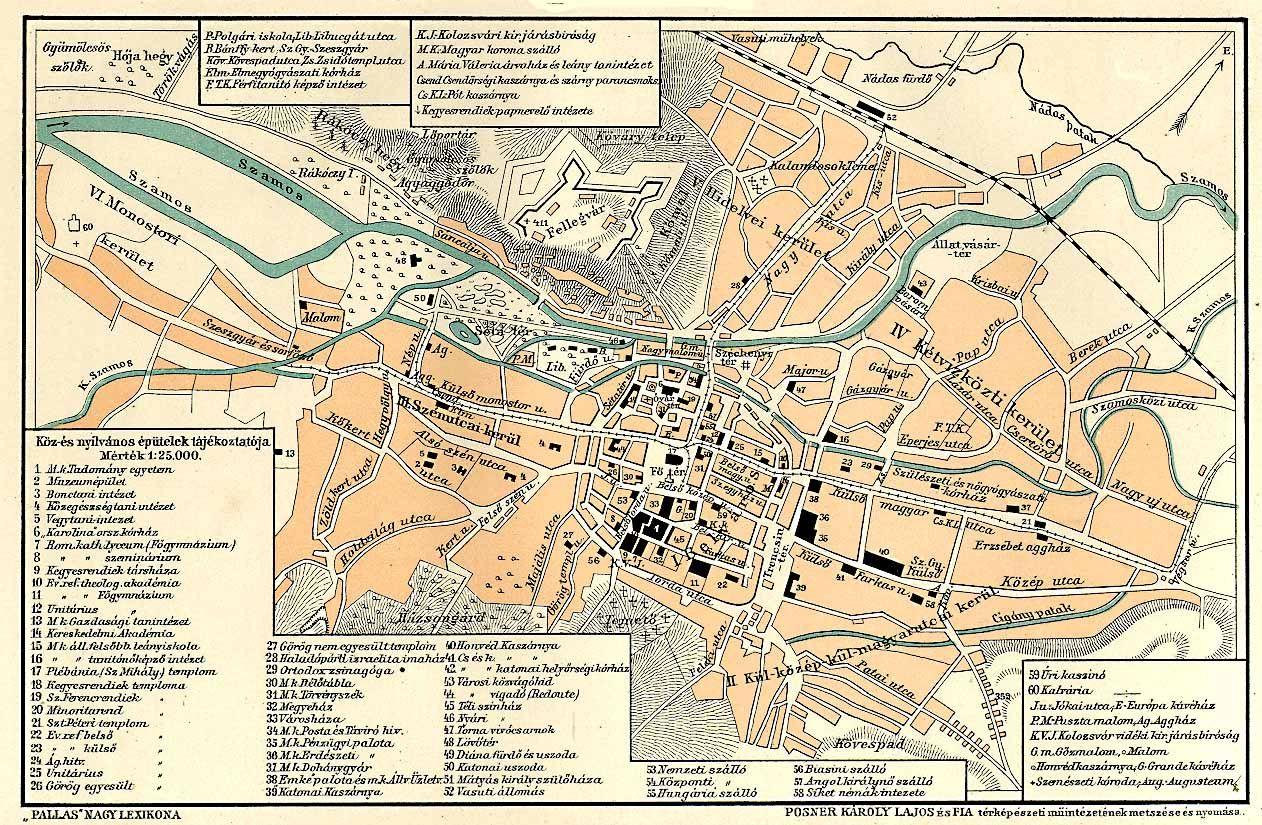
Kolozsvár térképe 1897-ből

A 19. század elején a Belső Magyar utca épületei többnyire földszintes, kapubejáratos családi házak voltak. Az utca elején a lutheránusok központja alakult ki, s itt épült fel templomuk is. A Belső Magyar utca középtájékán épült fel az unitárius templom a 18. század végén, majd 1806-ra elkészült az unitárius kollégium impozáns iskolája, amelyik kiemelkedett a környék egyszintes fa- és kőházai közül. A Belső Magyar utca a Magyar utcai városkapu előtt összeszűkült. Közepén vizesárok futott végig‚ ebbe minden háztól egy-egy kisebb árok szaladt. Ezek a szennyvizet és az esővizet vezették le. A városkapu szomszédságában kocsmák és pecsenyesütők működtek. A házfalak mentén keskeny járda volt‚ egyik-másik házon utóbb lámpás biztosította az éjjeli világítást. Vásár idején a piac a Fő térről az unitárius templomig terjedt.
A Magyar utcai városkapun kívül, a várfalnak építve fricsi Fekete Ferenc táblabíró‚ mecénás, színigazgató emeletes háza állt. A kapu előtt egy poros-sáros tér volt (Trencsini tér), amelyet vásárok idején piactérként használtak. A Magyar utca bal oldalán házsor húzódott a református templomig, azontúl pedig egy sáros, falusias jellegű utca indult a szentpéteri templomig. A templom szomszédságában a Szent Erzsébet aggház állt, illetve a minorita rend fogadója. A templomtól a város végéig már csak a kertek közti házak‚ kerítések szegélyezték az utat. Az utolsó házak egyikében a város rossz hírű fogadója működött.
A Magyar utca képét a 19. század első felében három nagyszabású egyházi építkezés alakította át. A legjelentősebb az unitárius kollégium megépítése volt a templomuk mellett. A tanárok, a lelkészek, sőt a püspök is a kollégium meg a templom környéki házakban laktak, amelyek egy részét az addigi tulajdonosoktól megvették, és átépítették. Ezáltal kialakult a város unitárius központja. A Külső Magyar utcában, a Trencsini tér sarkán 1851-re készült el a hóstátiak közbenjárásának köszönhetően a reformátusok temploma, az úgynevezett kétágú templom. Ez volt a város első jelentős, várfalon kívüli temploma. Noha a szomszédságában felépült a papilak, és egy-két kollégiumi tanár is itt lakott, a reformátusok szellemi központja továbbra is a Farkas utcai templom és környéke maradt. 1846-ra elkészült a szentpéteri kis katolikus templom‚ amelynek neogótikus tornya hatásosan uralta a hóstáti házak vidékét. Mivel itt állt az aggház is, ennek köszönhetően itt alakult ki Kolozsvár első külvárosi központja. Gazdasági szempontból jelentős‚ hogy az 1850-es évektől a szentpéteri templom előtti térség északi oldalán alakult ki a város első ipartelepe. 1853-ban indult a Sigmond Elek-féle szeszgyár, és 1858–60-ban ide költözött a Dohánygyár.
Az utcában 1704-ben pusztított utoljára nagyobb tűzvész, emiatt nem volt szükséges új épületek felhúzása, így az utca hosszú ideig megőrizte falusias jellegét. A Magyar utcai kaput 1872-ben bontották le, és ekkor az utca kinézete is jelentősen megváltozott, hiszen így a Belső és Külső részek „összenövésével” az utca egy végtelenbe nyúló sugárút képét nyújtotta. Jelentősebb átépítések a 19. század végén zajlottak le: a Bel-Magyar utca épületeire ekkor egy-két emelet rákerült.
A 19. század utolsó negyedében már Bel- és Kül-Magyar utcaként szerepel az iratokban, 1899-ben pedig a belső részt, a Fő tértől a Trencsini térig átkeresztelték Kossuth Lajos utcára. A tértől keletre eső részt egyszerűen Magyar utcának nevezték, bár a tervek szerint Apafi fejedelemről nevezték volna el. A Trencsini teret előbb EMKE, majd Bocskai térnek nevezték át.
Az utca fejlődéstörténetével kapcsolatos érdekesség‚ hogy az 1870-ben Kolozsvárt elérő vasútvonal építésekor felmerült az a lehetőség‚ hogy az állomást a Magyar utca végén létesítsék. Ennek nyomán megindultak a telekspekulációk is ezen a vidéken‚ s ha az állomás ide épül‚ pár évtized alatt az egész utcát bérpaloták szegélyezték volna, s a csendes, vidékies utcakép biztosan eltűnt volna. Ez történt ugyanis az egykori Nagy utcával, amelyet szintén hóstáti házikók szegélyeztek, s az állomás megépülésével az utca végében, a 20. század elejére Ferenc József út néven Kolozsvár leggyorsabban kiépült főutcája lett. Ezzel összefüggésben a piac sem a Bocskai téren hanem az állomás felé vezető főútvonalhoz közelebb eső Széchenyi téren alakult ki‚ pedig a kettő az 1870-es évekig „vetélkedett” a Fő térről kiszoruló „nagypiac” befogadásáért.
Az 1800-as évek közepétől a lakosság összetételének alakulása szintén tükrözi a Magyar utca háttérbe szorulását. Különösen a Belső Magyar, majd Kossuth Lajos nevét viselő szakaszra vonatkozik ez. A század első felében alig néhány főúri család vásárolt magának telket‚ épített ide palotát, de ezeket sorra eladták. Az arisztokrácia a Fő teret‚ a Bel-Monostor és Bel-Közép utcát kedvelte és a Farkas utcát. Az 1870-es évektől kezdve a „szellemi arisztokrácia”, az egyetemi tanárok szintén a Fő teret kedvelték illetve a Bel-Torda és Belső Szén utcákat, de néhányuk bérelt lakást a Magyar utcában is. A kereskedők sem kedvelték a Magyar utcát, üzleteik a Fő téren‚ a Monostor és Híd utcákban nyíltak meg‚ s jóformán csak a Sora-áruház pezsdítette meg az üzleti életet.

### Az utca a 20. században

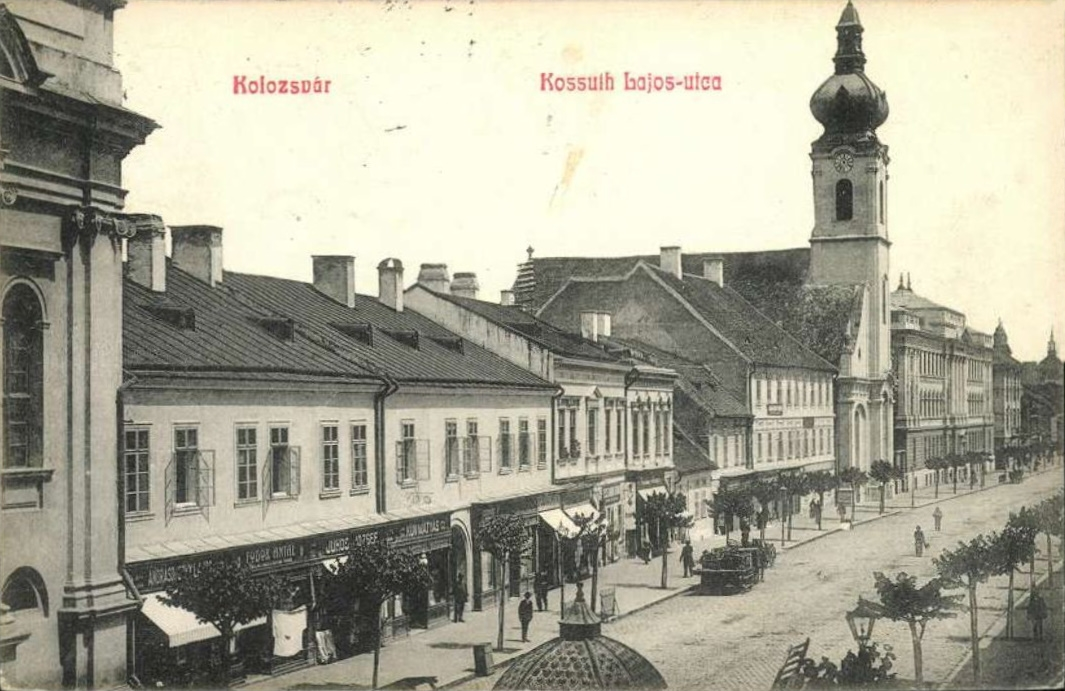
A Kossuth Lajos utca 1908-ban

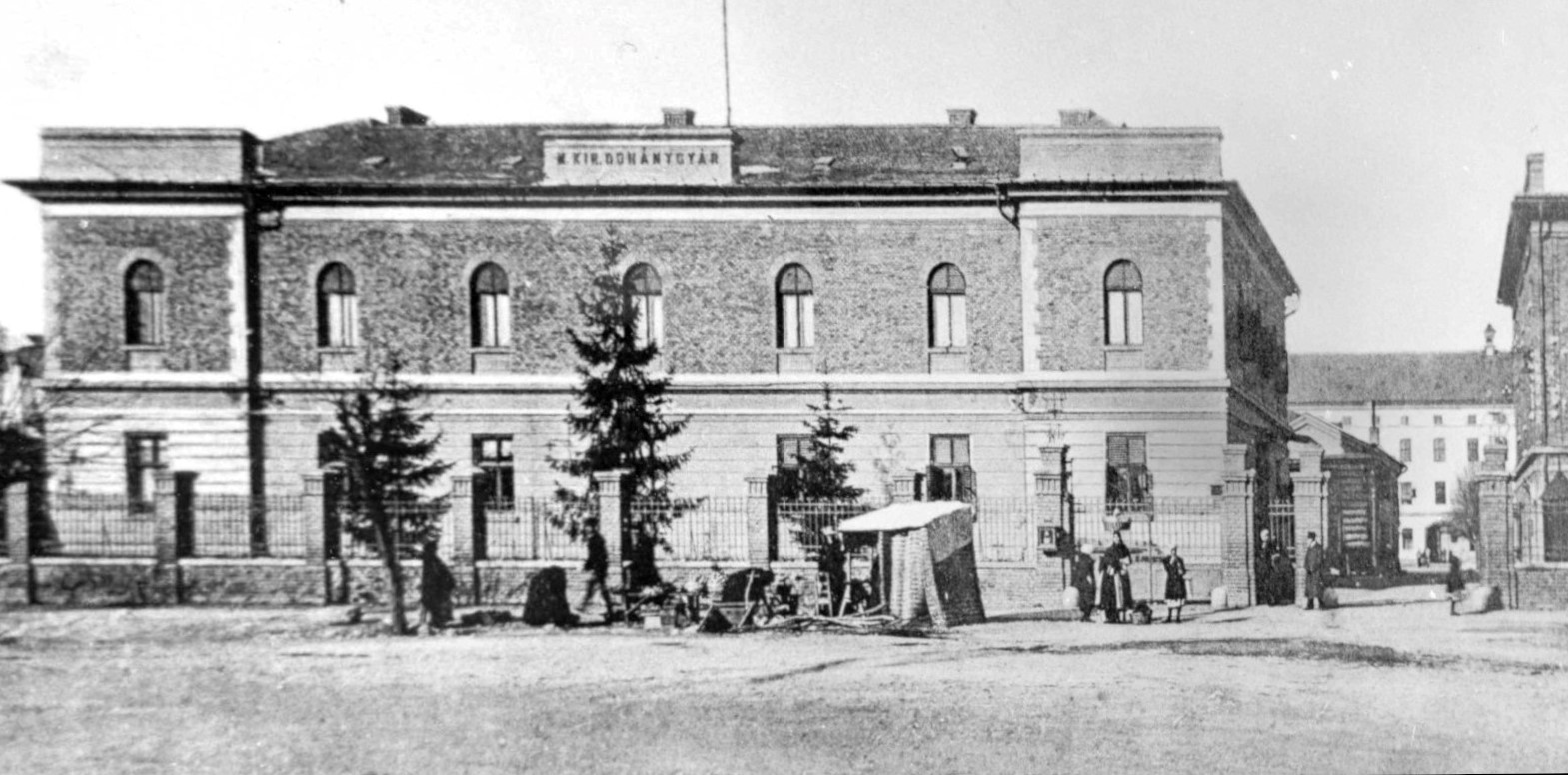
A dohánygyár az 1900-as években

A Magyar utca képe a 19. század végén, 20. század elején változott meg ismét. Ekkor épült fel a Bocskai tér sarkán két impozáns eklektikus épület, az EMKE-székház és a református teológia. A Kossuth Lajos utca képét megváltoztatta az 1901-ben befejezett Unitárius Kollégium épülete valamint a szomszédos Haller-ház. 1902-ben kiépítették a párkányköves, aszfaltos járdákat, az utca pedig gránitkőburkolatot kapott. Ekkor szedték fel az utcán végighaladó városi vasút (az ájváj) síneit is. 1900-ban a városi tanács határozata alapján a Kül-Magyar utca környékét Alsóvárosnak nevezték el. Felsővárosnak a Kül-Szén utca környékét nevezték el. 1907-ben felépült az első bérház az utcában, az Eperjesi-ház. A Dohánygyár ekkor nyerte el jellegzetes sárga téglával kirakott külsőjét.
A 20. század elején a Kossuth Lajos utca házainak nagy részét eklektikus stílusban átépítették. Az Unitárius Kollégiummal szemben megépült kétemeletes Ács-ház valamint a Kereskedelmi és Iparkamara palotája a szecesszió jegyeit viseli magán. Az utca Fő tér felőli végében az 1930-as évekig vásárokkor sátrakat ütöttek fel: hétfőn a kefekötők, csütörtökön az edényesek árultak itt‚ november első napjaiban pedig a hóstátiak is ide vonultak ki termékeikkel.
Az első világháború után a két utcát ismét egyesítették, és immár harmadszor számozták újra (a tized szerinti számozás után 1869-ben és 1900-ban változott a számozás). Az utca nevét a román hatóságok Calea Victoriei-ra (Győzelem sugárút) változtatták annak emlékére‚ hogy 1918. december 24-én délelőtt itt vonultak be a román királyi csapatok Kolozsvárra. A Bocskai teret Alexandru Ioan Cuzáról nevezték el. 1930-tól az utca névadója Ferdinand Foch francia marsall lett, a győztes antant csapatok parancsnoka. A két világháború között keveset változott az utcakép: az 1930-as években felépült a modern Sora-tömbház, amelyik jelentősen rontotta az utca elejének összhangját. A Magyar utca külső részében 1930–36 között felépült a Principesa Ileana Líceum (ma Mihai Eminescu nevét viseli) hosszú egyemeletes tömbje.
1941-ben, amikor Kolozsvár ismét Magyarországhoz került, az utcanevek ismét megváltoztak. Az utca belső része visszakapta újabb huszonhárom évre Kossuth Lajos nevét, míg a külső részt négy évig Magyar utcának nevezték, utána pedig a szovjet Vörös Hadseregről (Armata Roșie) nevezték el. A második világháború alatt alig történt építkezés. Azok jobbára az 1950-es évek végén zajlottak le: a katonaság felhúzott néhány tömbházat a Dohánygyár környékére. 1964-ben az egész sugárutat Lenin neve alatt egyesítették. 1979 végéig az út szentpéteri templomon túli része megőrizte külvárosias jellegét, kis két-három ablakos hóstáti magánházaival. Sok házat újjáépítettek‚ modernizáltak. Az utca bontásához 1980-ban kezdtek‚ az egykori Kossuth Lajos utca házai között pedig 1984 nyarán tűntek fel a munkagépek.
A Magyar utca az 1800-as évek második felének városképét őrző kis lakóházaktól szegélyezett utcája maradt az 1980-as évekig. Bár fő közlekedési út jellegét is megőrizte mindvégig: 1959 novemberében itt indult meg az első trolibuszvonal is az állomástól az Aurel Vlaicu úti autójavító üzemig. Ezután nem sokkal megszüntették az 1940-es években kialakított, az út közepén az unitárius templomtól a Bethlen utcáig nyúló‚ az úttestből kiemelkedő virágágyást, kiszélesítve az úttestet az 1960-as évek végére ugrásszerűen megnövekvő forgalom számára. A tértől keletre még megvannak ezek az úttestet kitöltő virágágyások. Az építkezések befejeztével ez az utca vált Kolozsvár egyik fő közlekedési ütőerévé. Az 1970-es és 1980-as években a Kül-Magyar utca keleti végében épült a ki a Mărăști-lakótelep, négy- és tízemeletes tömbházaival, az egykori hóstáti gazdaságok helyén. Az 1990-ben az utcát a romániai forradalom emlékére 1989. december 22. sugárútnak nevezték át (Bulevardul 22. Decembrie 1989), majd a közterületnévben a december 22-ét 1993 végén december 21-ére módosították, ekkor volt ugyanis Kolozsvárt a halálos áldozatokat követelő tiltakozó megmozdulás.

## A Bel-Magyar (Kossuth Lajos) utca épületei

### A bal oldali házsor
A Bel-Magyar (Kossuth Lajos) utca a Fő tér északkeleti sarkából indul kelet felé és a Bocskai tér északnyugati sarkába torkollik. Az utca páratlan‚ északi sora a Fő tér-sarki Mauksch–Hintz-ház vonalát folytatja, amelyben a város legrégebbi, Mauksch Tóbiás alapította gyógyszertára működött. Jelenleg a gyógyszerészeti múzeum található a földszinti helyiségeiben. A Mauksch-család jelentős szerepet játszott a lutheránus egyház történetében‚ papok‚ főgondnokok származtak rokonsági körükből.
A Magyar utca bal oldalán az első épület, a sarkot képező lutheránus templom. Az itt találkozó egykori Híd és Magyar utcák mögött a várfalig terjedő városnegyedet a múlt században Szappanyvárosnak is nevezték. A Hosszú Szappany utca (ma Brassai Sámuel utca) párhuzamosan futott a Belső Magyar utcával‚ telkeinek jó része még a múlt században is közös volt. A Szappanyváros nevét bizonyára arról kaphatta‚ hogy itt székeltek egykor a szappanfőzők. 1724-ben említenek ilyen nevű utcát először‚ de valószínűleg korábbi eredetű az elnevezés.

#### A lutheránus templom

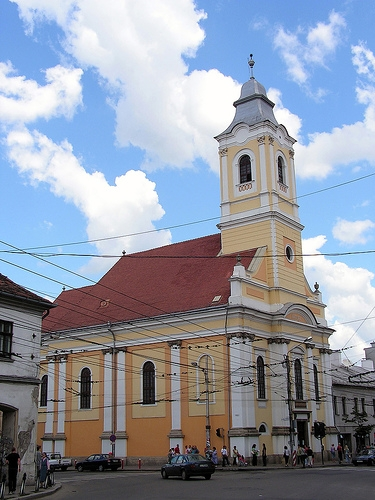
A lutheránus templom

Miután a kálvinistáktól elvették az óvári templom használatának a jogát, 1698 táján a szász evangélikusok úgy döntöttek, hogy gyülekezetileg különválnak, és saját templomot építenek. Megvásárolták a Magyar utca első házainak egyikét, amelyet imateremnek rendeztek be. A ház fölé 1700-ban tornyot is emeltek. Az 1744-es adókönyv szerint már két háza volt itt a lutheránusoknak. Ekkoriban még a nagyszebeni püspökséghez tartoztak. Az istentiszteleteket német nyelven tartották és csak 1798-tól igényelték a magyar nyelvű istentiszteletek tartását is. A templomépítés ötlete 1783-ban merült fel, ekkor Johann Schmidt, az evangélikus egyházközség lelkésze beadványt írt a kolozsvári református egyháznak, amelyben templom céljára kérte a Magyar és Híd utcák sarkán álló telket. A telket végül 1803-ban vásárolták meg, az alapkőletételre 1816-ban került sor, a felszentelésre pedig 1829. november 29-én. Falaiba beépítették a Magyar utcai kaputól északra‚ a Hosszú Szappany utca végén levő úgynevezett Kerek bástya kőanyagát is. A sekrestye melletti iskolát 1817–18-ban építették. Már 1819–20-ban engedélyezték a templom Híd utcai fala mellé kis üzletek építését‚ hogy ezek jövedelme is az építkezési költségek fedezésére szolgáljon. Az üzlethelyiségeket az 1958-as renováláskor bontották le.

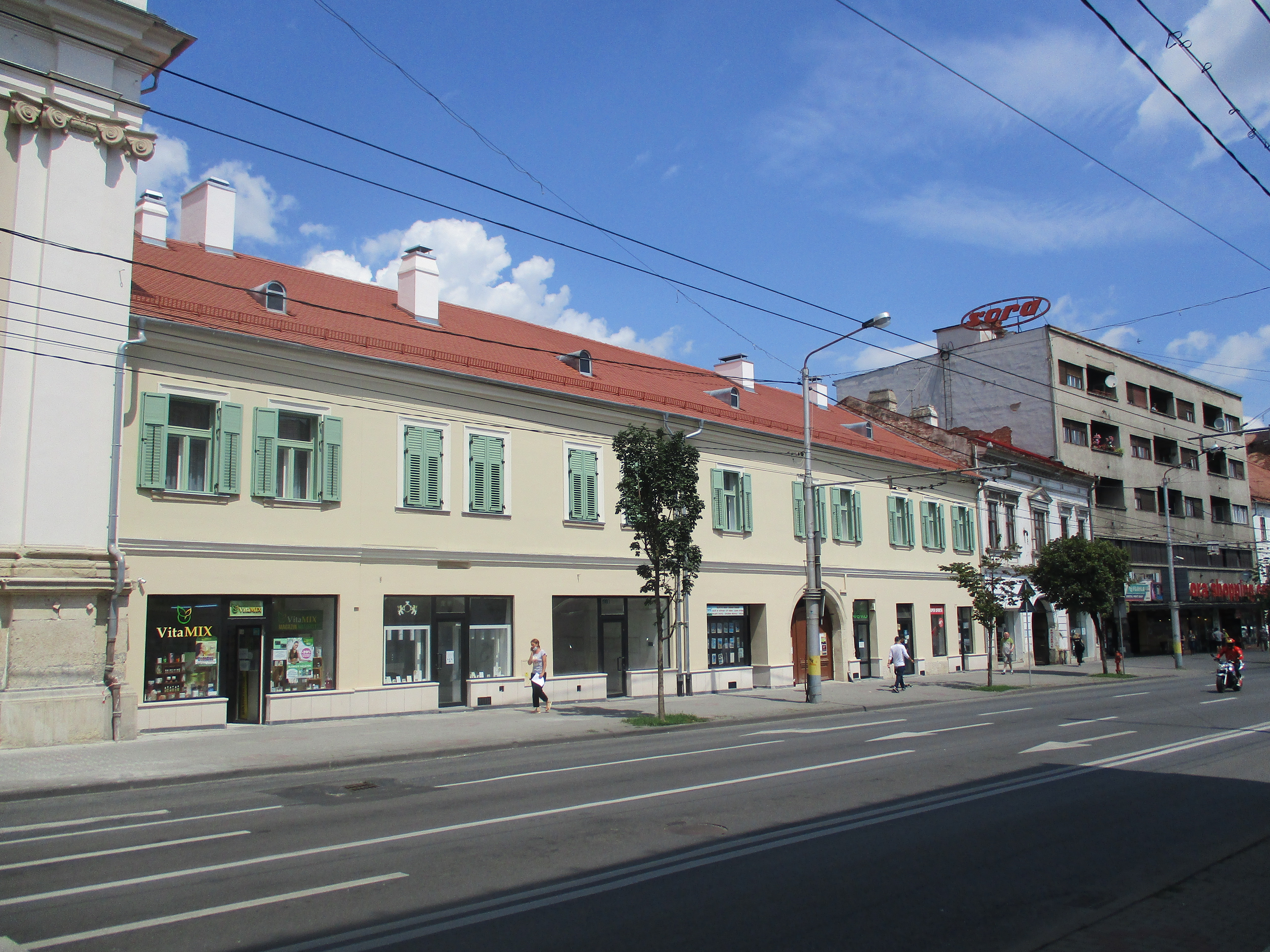
Az evangélikus egyház püspöki székháza

A templom Magyar utca folytatásában lévő két összeépített háza (1. szám), feltehetően az 1690-es 1700-as években került az evangélikus egyház tulajdonába. Azóta többször átépítették őket. A ház kapuzata és boltozata még gótikus, de földszinti ablak- és ajtókeretei már a reneszánsz stílus jegyeit viselik magukon. Az eredeti két épületet az 1800-as évek első harmadában, a templomépítés után alakították ki klasszicista stílusban‚ végleges összeillesztésük az utca felőli részen csak az első világháború után történt. A templom felépítése előtt e házak egyikének emeletén volt az imaterem. Utóbb ennek helyén lelkészi és tanítói lakásokként használták. Az elemi iskola 1948-ban bekövetkezett megszűnte után a helyiségeket átrendezték. 1950-ben ide költözött Aradról a Zsinatpresbiteri Evangélikus Egyházkerület 1927-ben megalakult püspöksége a központi irodákkal. A földszinten már a 19. század második felében is üzletek voltak‚ sőt a kirakatszekrények az 1960-as évekig teljesen beborították a front alsó részét. Ezek lebontása után állt helyre a ház mai puritán‚ mindössze ablak- és ajtókeretekkel s vízszintes párkányzattal tagolt homlokzata.
A 3. szám alatti emeletes ház a 15. században épült, viszont a 19. század második felében eklektikus stílusban teljesen átépítették. A kapualjon gótikus stílusjegyek figyelhetők meg, a homlokzaton pedig reneszánsz elemek.

#### A Sora-épület
Az 5. szám alatt áll a modern Sora-épület. Helyén egykoron három lakóház állt. Az első tulajdonosai az unitárius felekezet életében jelentős szerepet játszottak. A székely származású Joó család több lelkészt is adott az egyháznak. Az Unitárius Vallásközösség 1891 tavaszán vásárolta meg házat. A lebontás előtt készített 1938-as telekkönyv szerint a cseréppel fedett emeletes téglaház földszintjén két üzlethelyiség‚ hat szoba és három konyha volt‚ az emeleten három szoba és két konyha mellékhelyiségekkel. A következő ház lényegesen kisebb volt, mindössze öt lakóhelyiséggel. A lebontásáig az unitáriusok egyik papi háza volt. Az unitáriusok megvásárlásakor (1797–1801) Solymosiano-Ajtai házként emlegetik. 1835-től a házat a külföldön tanuló Kriza János részére tartották fent‚ aki hazatértétől 1861-ben történt püspökké választása utánig e házban lakott‚ itt írta verseit‚ innen indította útjára a Keresztény Magvető című egyházi folyóiratot‚ s itt szerkesztette össze a Vadrózsák első kötetét. A következő ház 1696-ban került a Pákei család tulajdonába. Pákei János 1712-től kolozsvári unitárius lelkész volt‚ ő tette ismertté a városban a család nevét‚ leszármazottai mind előkelő szerepet játszottak a polgári életben. A házat 1819-ben vásárolta meg az Unitárius Vallásközösség, mivel bővíteni szerették volna a telek szomszédságában álló kollégiumukat. A házról mindössze annyit tudni, hogy földszintjén tanári szállás volt. 1856-ban emeletet építettek rá, stílusa megegyezett a szomszédos kollégiuméval. Lakóhelyiségeiben a kollégium neves tanárai laktak. Az emeletet egy ideig bérbe adták‚ majd kinevezték püspöki szállásnak. Kriza János 1862-től lakott itt‚ 1875. március 29-én innen is temették. Mivel kicsinynek bizonyult a következő püspökök számára, az utca túloldalán egy másik, nagyobb házat vásároltak. 1886-ban költözött át a püspökség, ekkor az épületet a kollégium kapta meg, így öt tanteremmel s néhány lakószobával bővült az iskola. A kollégium új épületének elkészülte után a századfordulótól az emeleten unitárius leányinternátus működött, a földszinten üzletek és műhelyek.
A három egymás melletti ház központi fekvését az 1930-as évek végén nem sikerült kellőképpen kiaknázni, így az Unitárius Egyház Képviselő Tanácsa 1938 áprilisában úgy döntött, hogy elfogadja a prágai Sora cég (Steuer et Friedländer) ajánlatát egy itteni üzletház felépíttetésére. A befektetést az is siettette‚ hogy a földreformkor kisajátított egyházi földekért kapott agrárkötvények meglehetősen magas árfolyamot értek el‚ értékük csökkenésétől tartottak. Először csak egy egyemeletes házat terveztek ide‚ de a városi hatóságok négyemeletesnél kisebb házak építését nem engedélyezték az utca ezen szakaszán. Az új épület földszintjét foglalta el az áruház, az első emeleten irodák voltak, a felső három emeleten pedig lakások. Az egész építkezés a két világháború közti egyik legnagyobb kolozsvári befektetést jelentette. Az épület 1938. október 15-re készült el. A bauhausi típusú szürkére festett, környezetétől meglehetősen elütő épületben drágák voltak a lakások‚ s csak jó keresetűek engedhették meg maguknak‚ hogy itt lakrészt béreljenek.

#### Az Unitárius Kollégium
A Magyar utca 7. szám alatti kétemeletes épületben működött közel egy évszázadon át Kolozsvár egyik legrégebbi iskolája, az 1557-ben alapított Unitárius Kollégium. Miután az unitáriusok távozni kényszerültek a főtéri ingatlanjaikból, amelyeket visszakapott a római katolikus egyház, az unitárius püspökség úgy határozott 1718-ban, hogy a Bel-Magyar utcába, az úgynevezett Huszár-házba költözteti az iskolát, amely az előző tulajdonos, Huszár Mihály aranyművesről kapta nevét. A legnagyobb helyiséget imateremként is használták. 1721–22-ben bővítették, majd a diákság számának növekedésével 1725-ben megvásárolták a kelet felőli szomszédos telket, amely a Szappany utcai sikátorig tartott. Ehhez 1726-ban egy kisebb sikátor menti telket‚ 1742-ben pedig egy Szappany utcai szomszédos telekrészt vásároltak a rajta levő faházzal együtt‚ úgyhogy a század közepére egy szabályos négyszögletű‚ a Magyar utcától‚ sikátortól és Szappany utcától‚ határolt telke volt az iskolának. Mivel a toldásokkal épített iskola életveszélyessé vált, 1779-ben egy új épület felhúzása mellett döntöttek. Mária Teréziától kaptak rá engedélyt‚ s a Magyar utca felőli szárnyat 1780 őszére rendbe szedték. A sikátor felőli szárnynak azonban az alapja annyira meggyengült‚ hogy teljesen új alapozásra volt szükség‚ ehhez viszont újabb építési engedély kellett‚ amelyet 1781 márciusában kaptak meg Bécsből. Pénzhiány miatt azonban csak 1795-től kezdtek az építkezéssel foglalkozni. Ekkor már a sikátor melletti szobák annyira lesüllyedtek‚ hogy „az ablakon nemcsak a kutyák kukucsáltak be‚ hanem a békák is beugrálhattak”. Az építkezés 1801 tavaszán indult‚ s 1806 őszéig tartott, Josef Leder építőmester felügyelete alatt.
A ma is álló kétemeletes kollégiumépület kilenctengelyes Magyar utcai frontja díszes kivitelezésű: kései barokk és klasszicista díszítőelemeket kombinál. Az első emelet ablakai felett meanderdíszes‚ alattuk pedig szalagfonatos, téglalap alakú faltükrök találhatók. Az alacsonyabb második emelet egyszerűbb kiképzésű‚ az oldalhomlokzat pedig alig díszített‚ ezen inkább a késő barokk jelleg dominál. Jón oszlopos‚ két urnával díszített kapuja a piarista rendház barokk portáljára hasonlít. Leder erkéllyel kombinálva már több épületen alkalmazta. A századfordulón ezt a kaput lebontották. Belső keretét belefoglalták az új kollégiumépület egyik udvari falába.
A kollégiumban számos neves tanár oktatott: Brassai Sámuel, Szentiványi Mihály, Kriza János, Gyallay Pap Domokos stb. Az épületben működött az egyetlen unitárius papnevelde‚ amely 1847-től fokozatosan különvált a kollégiumtól. 1896-ban alakult meg az önálló Unitárius Vallásközösség Papnevelő Intézete‚ amelynek hallgatói 1897-től miniszteri engedéllyel a kolozsvári egyetemre is beiratkozhattak és bölcsészeti doktorátust szerezhettek. Mivel az iskola igényei egyre nőttek és meg kellett szüntetni az internátus zsúfoltságát, egy új épület felépítése vált szükségessé. A kollégium az 1900–1901-es tanévben költözött át a szomszédos új épületbe. Ezt követően nyomda működött benne és kiadóhivatal (Kolozsvári Hírlap, Egyetemi Lapok, Erdélyi Bakter stb.) valamint különféle üzlethelyiségek. Az első világháború után raktárhelyiségként is üzemelt, majd az 1920-as évektől a vasúti nyomda székhelye volt, az emeleteket pedig a CFR orvosi rendelőintézete és a Kovács Margit vezette Unitárius Leányotthon foglalta el.
Az 1948-as tanügyi reform és az államosítás után az Egészségügyi Minisztérium vette használatba az épületet és s ide rendezték be az Egészségügyi Középiskolát (Technikumot), majd Líceumot. 1958–1962 között német elemi iskola is működött az épületben. Az 1989-es romániai rendszerváltozást követően hosszas pereskedések után az unitárius egyház visszaszerezte. Az itt székelő Victor Babeș Líceum helyére a Brassai Sámuel Elméleti Líceum költözne, amely átadja épületét a János Zsigmond Unitárius Kollégiumnak.

#### Az unitárius templom

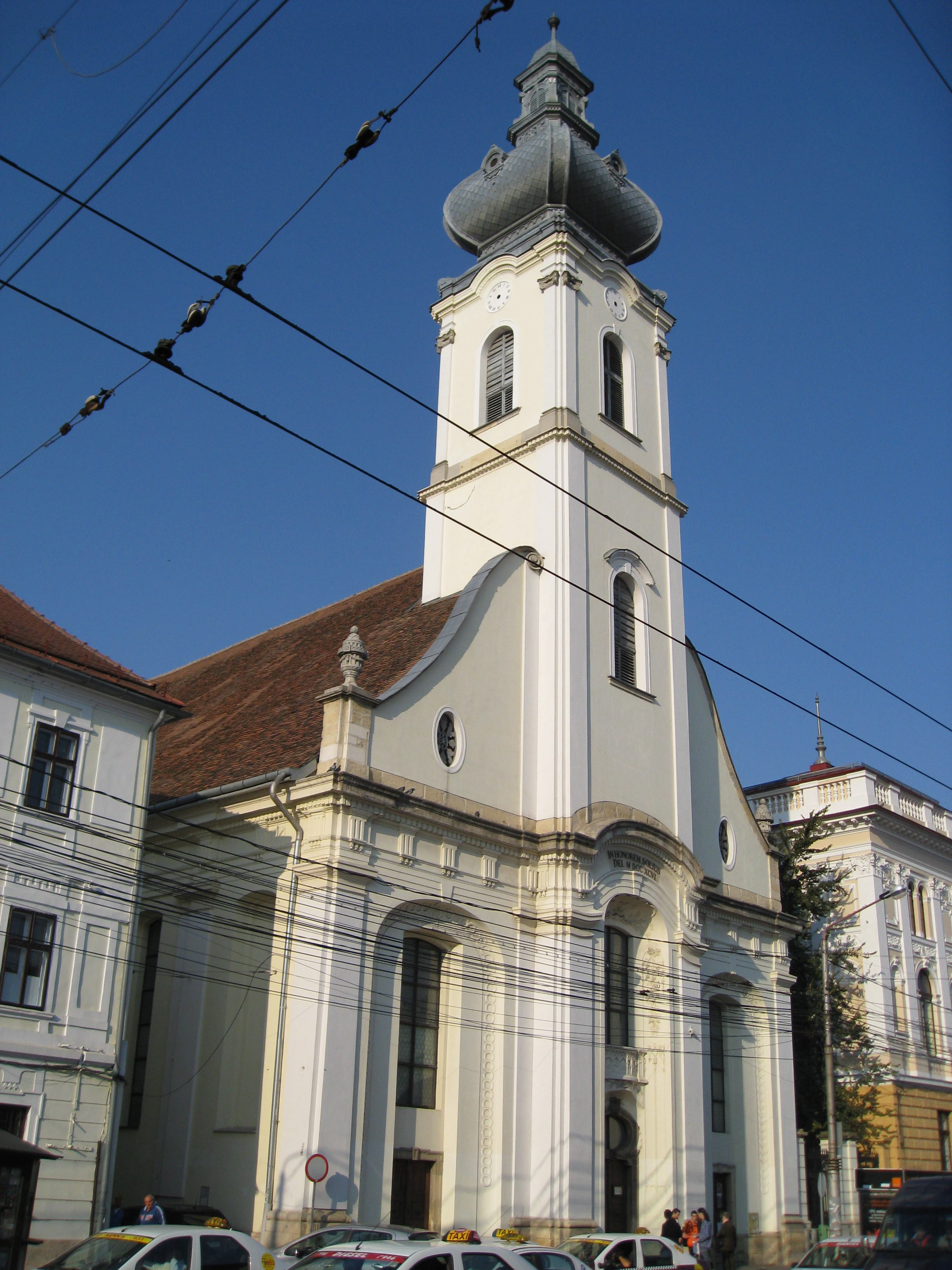
Az unitárius templom

A kollégium épülete után egy keskeny sikátor következik, az egykori Szappany utcai sikátor, amely ma Dávid Ferenc, az unitárius vallás megalapítójának nevét viseli. A sikátor és a Magyar utca sarkán az unitárius templom áll, mintegy összekötő kapocsként a régi és új kollégiumi épület között. Ez a város legjelentősebb unitárius temploma, a püspök szolgálati helye is egyben. Miután 1716 márciusában az unitáriusoktól elvették, és visszaadták a római katolikusoknak a főtéri templomot, a hívők hosszú ideig magánházakban, ideiglenesen berendezett imatermekben gyakorolták vallásukat. Először 1791-ben merült fel egy új templom felépítésének ötlete a Magyar utcában. Három szomszédos házat vásároltak meg, amelyeket már korábban is béreltek papi lakásként, és amelyek tulajdonosai mind unitáriusok voltak. Az így kialakult téglalap alakú telken Türk Antal kőmívespallér tervei szerint 1792-ben kezdődött meg az építkezés. Az építkezés nagyjából a terveknek megfelelően folyt‚ kis késéssel‚ mert 1796 májusa helyett decemberre lett kész. Az építőanyag biztosítására többször is gyűjtést szerveztek és az egyház számos vagyontárgyát is értékesítette el célból. A költségek leszorítása miatt a torony csúcsát egyszerű sátortetőként alakították ki, a ma is látható süveget a későbbiekben építették hozzá. Az egykori házak pincéinek felhasználásával alakították ki a kriptákat. A templom a késő barokk, a rokokó és a klasszicizmus stílusjegyeit ötvözi. A templombelső kialakítása inkább barokkos, de a protestáns hagyományoknak megfelelően díszítése puritán. Az egyházközség csak nehezen tudott kilábalni az erejét meghaladó építkezés adósságaiból, így az orgona csak később (1806-ban) készült el. A vizes talaj miatt a templom boltozatán 1805-ben már repedések jelentkeztek. A templomot végül Alföldi Antal építészmester ötlete mentette meg, akinek 1831-ben a keleti és az északi oldalakon két-két támpillérrel, valamint a nyugat felől a kollégium falának támaszkodó kettős ívvel s más erősítésekkel sikerült újra összefognia a szétfeszülő boltozatot. A torony ma is látható barokkos hagymakupoláját 1908-ban adták át. A templom fő nevezetessége az a kerek kő, amelyről Dávid Ferenc prédikált. A templom mögött áll az unitárius papilak.

#### Az új unitárius kollégium (János Zsigmond Unitárius Kollégium)

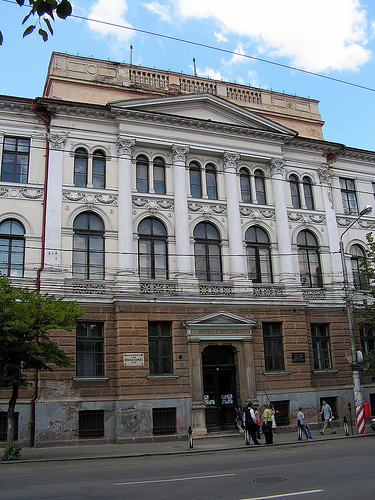
A János Zsigmond Unitárius Kollégium és a Magyar Unitárius Püspökség épülete

A templomtól keletre földszintes polgárházak sora állt, kertjük a Szappany utcáig ért. 1700 körül a templomon aluli harmadik ház volt az utolsó kőépület‚ a továbbiak fából és vályogból voltak. Az unitárius egyház 1895-ig a Berde Mózes utcáig (ma Frederic Joliot Curie utca) tartó összes telket megszerezte. A telkek összevásárlását hosszas előkészítő munka előzte meg. Az 1880-as években az Unitárius Egyház csak úgy tudta fenntartani iskolája színvonalát‚ ha állami segélyt kapott. Ennek egyik előfeltétele a 350–400 diák korszerű nevelésére alkalmas kollégiumi volt. A régi kollégium azonban kicsinek, zsúfoltnak bizonyult. Első elképzelés a régi kollégiumi épület bővítése volt, de a szomszédos telkek megvásárlása lehetetlennek bizonyult. 1894-ben határoztak úgy, hogy a templomtól keletre fekvő telkeket vásárolják meg az új kollégium számára. Az épületet Pákey Lajos tervezte az akkor divatos eklektikus stílusban, reneszánsz és ógörög építészeti elemek ötvözésével. Ez az épület Pákey fő művének tekinthető. A bontási munkálatok 1899-ben kezdődtek, az új épületet 1901-ben adták át. Az új kollégium egyben az unitárius egyház központi irodáinak is helyet nyújtott. Itt alakítottak ki püspöki fogadószobát‚ tanácstermet‚ majd más jellegű néhány irodát. Az 1948-as tanügyi reform után az épület nagy része állami tulajdonba került‚ s benne állami fiú-középiskola működött. Ez sokáig a 7-es számot viselte‚ majd 1957-ben Brassai Sámuelről nevezték el. 1977-től ipari líceum lett fémmegmunkálás profillal. 1962-től 1985-ig német nyelvű általános iskola és óvoda is volt az épületben‚ 1985-től a líceumi osztályok román és magyar tagozattal működtek. Esti tagozata a legnagyobb volt Kolozsváron. Az Unitárius Kollégium 1993-ban indult újra, majd 2003-ban felvette a János Zsigmond nevet.

#### A Haller-ház és a Katona-pékség
A 11. szám alatt a Haller-ház áll, amely két korábbi kőház helyén épült. Az elsőt 1895-ben egy árverésen szerezte meg Haller Rezső, az ügyvédi kamara akkori elnöke. A második 1873-ban jutott az ügyvéd kezére. Ő építtetett eklektikus stílusban kétemeletes bérpalotát ezek helyére. Az épület 1901-re készült el. Kilencablakos‚ két első emeleti erkéllyel díszített Kossuth Lajos utcai frontja a legdíszesebb‚ Berde Mózes utcai szárnya a kollégium épületével párhuzamos‚ a Brassai utca felé pedig a Kossuth Lajos utcaihoz hasonló rövidebb homlokzata van. A ház 1925-ben Engel Gábor tulajdonába került, aki nőgyógyászati rendelőt rendezett be. 1931-ben Engel egyik leányának‚ Gyergyay Árpád neves fül-orr-gégész orvosprofesszor feleségének családja vette át az egész ingatlant‚ s tőlük államosították „1949-ben az Egészségügyi Minisztérium használatára”. A földszinten a tüdőbeteg-gondozó intézet rendelői kaptak helyet‚ s jelenleg a röntgenfényképszűrő állomás működik több helyiségben.
A 13. szám alatti ház a lebontásáig Katona-pékség néven volt ismert. Homlokzata egyetlen, stílus nélküli üzlethelyiségből állt. Az épület és a pince boltozatai alapján stílusát leginkább gótikusként határozták meg, építését a 16. századra tették. 1845-ben egy kalapos műhely működött benne, 1869-től lakóház volt, majd 1905-ben vásárolta meg Katona Gergely pékmester. A pékmester 1921-ben bekövetkezett halála után öt gyermeke örökölte a házat és a pékséget‚ köztük Katona Gyula‚ a később világhírűvé lett tenorénekes. A sütödét tovább vezették‚ 1929-ben felújították‚ s ekkor a pincében több száz éves pékség nyomaira bukkantak. Az államosítást követően a Malom- és Sütőipari Kombinát kezelésébe került a ház és a műhely‚ amely a Brassai utca felől modern sütödét létesített. A házat 1985-ben bontották le‚ a sütöde megmaradt.

#### Polgárházak sora a Bocskai térig
A Katona-pékség után egy sor polgárház következik. Ezek építéséről keveset tudni. Tulajdonosaik nagyrészt csak az 1869 óta bevezetett telekkönyvekből ismertek.
- A 15. szám alatti ház tulajdonosa egykor Ferentzi Mózes nyugalmazott főkormányszéki alszámvevő volt. Kis polgárház, homlokzatán két ablakkal, keskeny kapuval, az ablakok fölött gipszből készült szemöldökívekkel. A ház valamelyik helyiségében működött az 1920-as évek elején Ionel N. Iliescu zálogháza. Akkoriban mindhárom kolozsvári zálogház ebben az utcában volt.[29]
- A 17. számú ház egykori tulajdonosa Szentkirályi Zsigmond volt, Kolozsvár egykori polgármestere, bányászati szakértő, az MTA tagja. Az egyemeletes roskadozó épületben nyílt meg 1873 júniusában – különösen Szász Domokos akkori református lelkész fáradozásainak köszönhetően – a híres Fröbel Gyermekkert. Az óvodai foglalkozások módszertanát kidolgozó Friedrich Fröbel német pedagógus nevét viselő intézet a város legjelentősebb ilyen jellegű intézménye volt. A város vezetősége 1882-ben elhatározta, hogy az óvodának új épületet adományoz. Az új épületet 1883 őszére húzták fel a Hosszú (ma Brassai Sámuel utca) és Kőfalsori Szappany utcák (ma Tipografiei) közti telken. Az előtte lévő utcát is Gyermekkert utca néven emlegették, míg a századfordulón be nem kötötték a Kossuth Lajos utcába Berde Mózesről nevezve el. Az óvoda emeletére beköltözött az 1880-ban megnyílt államilag támogatott Felsőbb Leányiskola, amelynek vezetője De Gerando Antonina volt. Az épületet kinőtt iskolát 1901-ben új épületbe költöztették a Sétatéren, a mai Vegyészeti Kar épületébe. Az amúgy is rozoga emeletes házat a Pénzügyőrség kapta meg székhelyül. Finánclaktanyának is hívták az épületet‚ hiszen a pénzügyőrök és családjaik laktak benne. Az első világháború után a Román Királyi Pénzügyőrség vette át a házat‚ a második világháborút követően az 1940-es évek végéig a rendőrség volt benne‚ az 1950-es években rendes lakóházzá alakították. Hatablakos frontja meglehetősen komor‚ szerény vakolatdíszítése van.[30]
- A 19. számú ház tulajdonosa 1845-ben Hajós János ügyvéd és rendőrbiztos volt, később üzletek működtek benne. A keskeny, jellegtelen földszintes frontú ház udvar felőli hosszú szárnya részben emeletes volt‚ s meglehetősen nyomorúságos képet mutatott‚ minden szempontból megérett az 1984-beli lebontásra. A házban gyúltak ki az a tűz, amelyik 1876. április 22-én szinte az egész Szappany utcát lángba borította, és csak a széljárásnak köszönhetően nem terjedt tovább a belváros többi részére. A tűzben a közelben lévő tűzoltótelep is leégett. A házat 1876-ban újjáépítették.[31]
- A 21. szám alatt egyszerű kőház állt, amelyet az 1876-os tűzvész után átépítettek. 1925-ben, akkori tulajdonosa teljesen átépíttette ma is látható formájára. A ház öt ablakos keskeny homlokzatával‚ manzárd tetejével‚ erkélyeivel már a Bauhaus hatását mutatja. Az aránylag keskeny telket maximálisan kihasználja. A házat még Fonciera-házként is ismerték, mivel a két világháború között itt székelt a Fonciera Általános Biztosító Részvénytársaság.[32]
- A 23. szám alatt álló egykori épületet lebontották, helyére egy jellegtelen társasházat építettek 1984-ben.[33]
- A 25. számú házat, amely a korabeli emlékek szerint egyike volt az utca legízlésesebb épületeinek 1984-ben elbontották, helyére egy jellegtelen társasházat építettek.[34]
- A 27. szám alatti háznak az 1984-es lebontás előtt az előző házhoz és a következőhöz képest is pár méterrel kiugró épületnek bal felől széles stukatúros kapualja‚ jobb felől két ablaka volt. A telekkönyvbe iktatott első tulajdonosa id. Gajzágó Antal szamosújvári közjegyző volt.[35]
- A 29. szám alatti házat sem kímélte az 1984-es bontás. Az 1869-es telekkönyv szerint Kriza János unitárius püspök birtoka volt, aki valószínűleg sohasem lakott itt. Felesége lehetséges‚ hogy ide költözött férje halála után egy időre‚ de végül a mai 10. számú unitárius tanári házban halt meg.[36]
- A 31. számú telken is a múlt század közepe táján épült régi ház állott szegmentíves kőkeretes kapuzattal‚ mindkét oldalán két-két hasonló ívvel keretezett ablakkal. A ház első ismert tulajdonosa s valószínűleg építője is 1845-ben Baricz János‚ Erdély főorvosa‚ kormányszéki tanácsos volt. Az előző telkekhez hasonlóan ez is az 1984-es bontások áldozata lett.[37]
- A 33. számú házzal ért véget egykor a Belső Magyar utca‚ ez után a keskeny Rom utca (korábban Kőfalsori Szappany utca, ma Tipografiei) következett‚ amelyen túl a romladozó várfal (innen az utca neve is). 1942-ben a kolozsvári Német Egylet (Deutscher Verein Klausenburg) szerezte meg, majd 1984-ig lebontásáig egymást váltották a különböző hivatalok falai között.[38]

A Magyar utca bal oldalán a Haller-házon kívül még csak két ház, a pénzügyőrlaktanya és a Fonciera-székház maradt meg. Az összes többit 1984-ben lebontották, helyükre 1986 nyarára felépültek a modern négy- és nyolcemeletes tömbházak, amelyek nagymértékben megbontották az utca összképét. A Fonciera-háztól keletre manzárdos‚ cserépfedeles házsort alakítottak ki, alul üzlethelyiségekkel‚ ezek viszonylag jól egyeztetik a modern követelményeket és az utca többi részéhez való illeszkedést.

### A jobb oldali házsor

#### A Központi Szálló
A Fő tér és a Magyar utca sarkán áll az egykori Központi Szálló (ma Melody Szálloda) tornyos épülete. Az épület elődje a reformkorban egy Fiskus cégtáblájú kocsma volt. Építtetőjéről nincs adat. Itt folytak ebben az időben a katonatoborzások is‚ s 1834-ben itt robbant ki a diákság és a német helyőrség közötti, véres áldozatokat követelő verekedés is. Az elnevezés annyira beivódott a helybéliek tudatába‚ hogy még a század végén is Fiskus-szegletjeként emlegették ezt a tájékozódási szempontból fontos sarkot. A telekkönyvezés bevezetésekor, 1869-ben, egy harmincegyszobás emeletes épület állt már a sarkon, ezt vette bérbe 1872-ben Plihál Ferenc és nyitotta meg benne a Pannonia Szállodát. Az épület tulajdonosa a Katolikus Státus volt. Ők újíttatták fel 1891-ben az épületet. Ekkor épült át a Magyar utcára néző szárny és ekkor olvasztották bele a szomszédos főtéri épületet is. A homlokzatot eklektikussá alakították át‚ a sarok fölé tornyot emeltek‚ az első emeleten pedig egy kapu feletti és egy északi erkélyt alakítottak ki. A ház külalakja máig sem változott‚ mindössze az 1950-es években a sarok alatt árkádos átjárót nyitottak a gyalogos közlekedés megkönnyítésére. A katolikusok Nagy Gábornak adták át az épületet, aki 1891-ben a város legmodernebb szállodáját alakította ki benne, Központi Szálló néven. A szállodát az 1920-as évektől a katolikus Szociális Nővérek Társasága vette bérbe, akik egy előkelő‚ csendes‚ diszkrét intézetet létesítettek. Az 1940-es években a Pro Deo elnevezést viselte a szálloda. Az egész házat 1949-ben államosították és a Tanügyminisztériumnak adták át‚ amely átmenetileg diákotthont létesített benne. Az étterem Sirály elnevezés alatt működött tovább‚ majd a szálloda is ugyanezzel a cégtáblával nyílt meg újra az 1950-es években. Az idegenforgalom fellendülésével az 1960-as években az egész épületet renoválták‚ a második világháború utáni első kolozsvári bárt itt nyitották meg hajnalig tartó műsorral Melody néven. 1995 óta a neve Melody Central.
A Magyar utca 4. szám alatt álló épület az 1700-as évek végén vagy a következő század legelején épülhetett. Késő barokk és empire emlékeket őrző baluszterkorlátos lépcsőházú épület‚ osztatlan emeleti falfelületét csak könyöklőpárkányos kötényes ablakok díszítik valamennyire. Keskeny bejárati kapuja felett monogramos-mesterjelvényes pajzs található. 1845-ben Márk Sámuel bádogos‚ Schwarzel Ferenc rozsólisz- (likőr-) készítő lakott itt. 1922-ben a Kolozsvári Közhasznú Takarékpénztár vásárolta meg. 1930-ban a szomszédos ház után ez is a Nagyszebeni Általános Takarékpénztár (Casa Generală de Economii din Sibiu S.A.) tulajdonába ment át. A földszinti üzlethelyiségeket divatszabók és ékszerészek foglalták el.
A 6. szám alatt székelt közel egy évszázadon át a Kolozsvári Magyar Szabócéh, amelyik egyike volt a legrégebbi és legnépesebb kolozsvári céheknek. Az 1700-as évek végén költöztek ide, az épületet 1828–1829-ben bővítették, így jött létre a mai empire-klasszicista épület. A földszintjét elfoglaló üzlethelyiségek átalakításával eredeti stílusából rengeteget veszített. Emeletét díszes könyöklőpárkányos füles ablakok díszítik‚ felettük szőlőfürtös ág‚ a falfelület rusztikázott. A céh megszűnése után kereskedőcsaládok birtokolták, majd kedvező‚ központi fekvése miatt‚ a 20. század elejétől pénzintézetek bérelték. 1928-ban ez az épület, valamint a 4. szám alatti is a Nagyszebeni Általános Takarékpénztár tulajdona lett. Ekkor a két épületet összeépítették. Az államosítást követően több üzlet váltogatta egymást e házakban.

#### Az unitárius házsor
A 8. számú házról szóló legrégebbi adat 1802-ből származik, amikor az unitáriusoké volt. A már akkor emeletes házat eladták. Az 1940-es évek végi államosításig kereskedők, kézművesek birtokolták. A ház mai alakját a 19. század végén, 20. század elején nyerte el: a négytengelyes eklektikus homlokzatát a középső két tengelynek (ajtó és ablak) megfelelő, utólag beillesztett vaserkély díszíti. Az épületben lakott az 1920-as évek végén Nicolae Drăganu nyelvész és irodalomtörténész egyetemi tanár‚ a Román Akadémia tagja‚ az 1919-ben megnyitott kolozsvári román egyetem egyik alapítója.
A 10. szám alatt egy hosszú homlokzatú épület áll. Az itt álló egykori épületet az unitáriusok vásárolták meg 1784-ben, hogy tanári lakásokat létesítsenek, mivel csaknem szemben volt a kollégiummal. Első lakója Lázár István filozófiaprofesszor volt, aki 1786-ban unitárius püspök lett. Püspöksége idején zajlott a legtöbb nagyszabású egyházi építkezés. Lázár püspökké választásakor nem foglalja el a Belső-Közép utcai házban a már hagyományossá vált püspöki lakást, és azt a templomépítés költségeinek fedezésére 1796-ban el is adta a városnak a kolozsvári eklézsia. Ettől kezdve ez a Magyar utcai ház püspöki házként szerepelt 1862-ig, amikor Kriza János püspök az átellenben levő házba költözött. Ezt követően régi püspöki ház néven volt ismert. 1837-től Brassai Sámuel lakott itt édesanyjával. Itt volt az unitárius levéltár székhelye is, amelyet aztán 1851-ben helyeztek át a kollégiumba. 1873-ban az unitáriusok megszerezték a szomszédos, a Tivoli (ma Bolyai utca) és Magyar utcák szegletében álló ház tulajdonjogát, ami lehetővé tette számukra, hogy a régi püspöki lakot kibővítsék. Az új ház 1874-re készült el. A Magyar utca felé tízablakos‚ eklektikus külsejű épület frontján a párosan elhelyezett kötényes ablakokat kettős szemöldökök fogják össze‚ a vízszintes tagolást virágmintás díszítőszalag és levéldíszes-fogazatos zárópárkány oldja meg. A ház belsejében az előző épületek késő barokk emlékeit is láthatók még. Gyámsoros emeleti tornáca fokozza műemlékjellegét. Az épület földszinti helységeit üzletek bérelték, az emeletet bérlők nagy része kollégiumi tanár volt.
A Magyar utca és a Bolyai utca sarkán, a 12. szám alatti épület az unitáriusok második telke volt az utcában. 1746-ban vásárolták, hogy tanári lakásokat létesítsenek közvetlenül a kollégiummal szemben. A házat a 19. század elején építették, homlokzatát 1858-ban módosították. Az eredetileg késő barokk-klasszicista épület mai eklektikus formáját valamikor a 19. század végén, 20. század elején kaphatta. Ablakkeretei stilizált emberfejjel‚ virág- és levélmotívummal díszítettek.

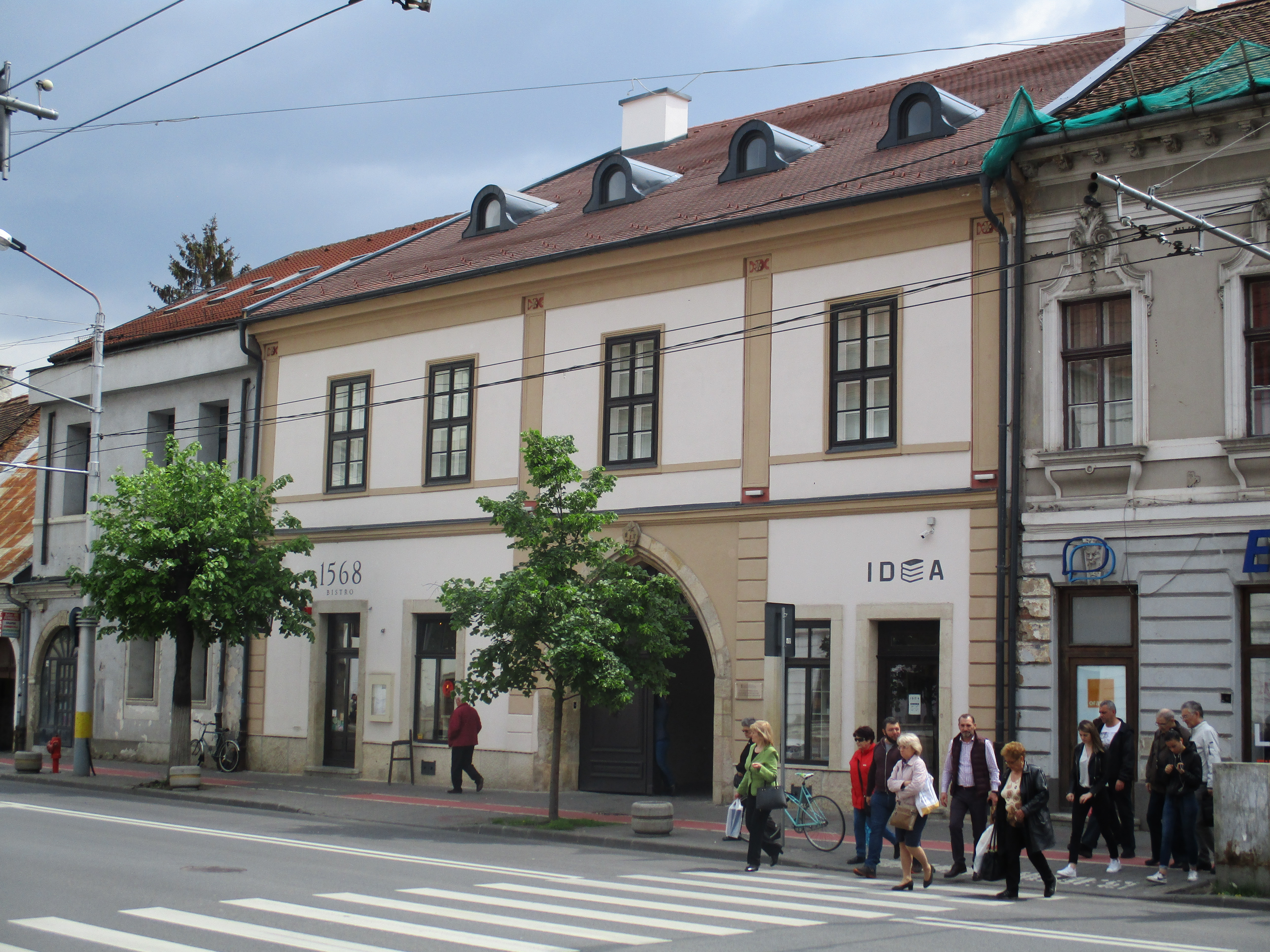
A Vallásszabadság Háza

A 14. szám alatti épület az utca egyik legpatinásabb építménye. A Mátyás-szülőház és a római katolikus plébánia mellett ez a harmadik csúcsíves gótikus portálét őrző lakóház. Dongaboltozatos kapualja s földszinti falainak jó része a 15. századból származik‚ a helyiségek boltozása már későbbi időre utal. Egész négyablakos frontja 18. századi építkezés. Emeleti tágas termei még azt is igazolják‚ hogy főúri család igényeihez szabták az épületet. Már az 1700-as évek közepén a Wesselényi család tulajdona volt. 1853-ban a kibédi Biasini család szerezte meg. Az örökösök az unitáriusoknak adták el, akik a tágas, palotaszerű épületben rendezték be az úgynevezett harmadik püspöki házat (az e soron levő 7. szám alatti régi püspöki ház és az átellenben levő egykori Pákei-féle ház után). Mindmáig itt laknak az unitáriusok egyházi vezetői. Az épület felújítása után 2018-ban itt nyílt meg a Vallásszabadság Háza.
A 16–18. szám alatt két 19. századi kispolgári ház áll. Tipikus kolozsvári polgári otthonoknak mondhatók: két egymás melletti boltozott kőkeretes kapualj‚ jobbra és balra mindegyik háznak két-két ablaka van‚ s egymást követik a szobák‚ más helyiségek. A közös udvart a felezővonalon egykor deszkakerítés választotta el. Mindkét épület késő barokk jellegű‚ a 18–19. század fordulóján kaphatták mai alakjukat‚ közben még a renoválások alkalmával belekontárkodtak stílusukba. A 16. számú épületet 1883-ban az unitárius felekezet vette és paplakot létesített benne. A 18. számot szintén az unitáriusok vették meg, de csak 1918-ban. 1927–1928-ban ebben rendezték be a lelkészi irodát. Többször is felmerült a két épület teljes összeépítése, azonban pénzhiány miatt ez a terv nem valósult meg. Csak bővítéseket és átépítéseket hajtottak végre mindkettőn. Ez az utolsó unitárius egyházi tulajdon ezen a soron. A következő házak tulajdonosai is nagyrészt unitáriusok voltak, s noha többször is felajánlották a telkeket az egyháznak, a vásár nem valósult meg.

#### Polgárházak sora a Bocskai térig
A 20. szám alatti ház is műemlék-jellegű épület. A homlokzat máig is őrzi eredeti empire-klasszicista formáját‚ amelyet az 1810-es években kaphatott. A héttengelyű ház középső tengelyétől jobbra esik a kosárívben záródó egyszerű pilléreken nyugvó kapu. A levéldíszítésű kapuszárnyak is a korra jellemzőek. A ház hat ablaka felett félkörös mezőkbe komponált, szépen kidolgozott kiterjesztett szárnyú Napóleon-sasok láthatók. A téglalapba írt félkörök fölötti sarkokat palmetták töltik ki. A falfelület sávozott. A sas különben nemcsak a császárság jelképe‚ hanem a bőkezűség szimbóluma is volt. A háznak több városi szinten nagy tiszteletnek örvendő lakója volt, közülük kiemelkedik Gaál Gábor, aki az 1930-as években itt szerkesztette a Korunkat. Erről egy kétnyelvű emléktábla is megemlékezik.
A 22. szám alatti ház valamikor az 1700-as évek végén épülhetett. Eredetileg késő barokk stílusú volt, de a többszöri átépítések során ez teljesen elveszett. Jelenleg a Hubertus étterem működik itt.
A 24. számú ház eredetileg késő barokk-empire volt, s a 19. század végén alakították át eklektikus stílusúvá.
A 26. számú ház stílusával kiválik az eddigi épületek sorából: a két széles ablakos és erkélyes homlokzata a maga legömbölyített formáival a két világháború közötti építkezési eszményeket tükrözi. A ház neves lakosa Kozma Ferenc pedagógus, író, akadémiai levelező tag, az Unitárius Kollégium egykori gondnoka volt.
A 28. szám alatti eredetileg barokk stílusban épült ház a sorozatos átépítések során teljesen elvesztette egykori külsőjét, így már nem illeszkedik a házsor jellegzetes polgárházainak sorába. A 19. század végén rendőrkapitányság működött benne, de lakói között számos egyetemi tanár volt.
A 30. számú ház eklektikus külsejét íves záródású ablakok díszítik‚ fölöttük a vakolatkeret egy-egy emberfej-faragvánnyal zárul. A bejárati kapu feletti keleti ablak szélesebb‚ a másik három keskenyebb. A két világháború között itt működött az Erdélyi-Bánáti Román Sajtószindikátus valamint itt volt a Román Újságírók Otthona. 1948-ban a Művészek‚ Írók és Újságírók Szakszervezeti Szövetsége vette át az épületet‚ majd az államosítás révén lakóházzá vált.
A 32. szám (vagy Groisz-ház) két korábbi ház összeépítése során keletkezett. Az első ház dongaboltozata arra utal, hogy a 16. században épülhetett. A második ház egyik földszinti ajtókerete az utca egyik legszebb reneszánsz kőemléke. Neves tulajdonosa az 1830-as évektől Groisz Gusztáv volt, aki vagyontalan polgári családból származott, de 1837-ben már városi főjegyzővé választották. Ő egyesítette a két házat. 1890-ben jelentősen átépítették, ekkor kapta meg eklektikus homlokzatát is, az emeleten hét ívelt záródású ablakkal‚ növénymotívumos díszítéssel. Groisz Gusztáv a Szent Erzsébet-aggmenházra hagyta az ingatlant‚ mely 1899-től az államosításig használta. A 20. század elején ebben az épületben működött Szilágyi Eleonóra likőr-‚ puncsszesz- és rumgyára‚ „a puncsszesz egyedüli gyártási telepe” Kolozsváron.
A 34. számú ház a város egyik legszerényebb díszítésű szecessziós épülete. Keskeny‚ utcai frontjának fő dísze egy hatalmas ív‚ mely egybefogja a felső két szint központi hármas ablakait‚ melyek előtt kis vaserkélyek emelkednek kis a homlokzatból. Az oromfal is ívelt‚ széle díszített. 1911-ben épült egy korábbi kőház helyén. Az épületben működött az első világháború idején a Kolozsvári Egyesült Gőztéglagyárak központi irodája, amely hatalmas telkeket birtokolt a Szamos bal partján, Kajántó környékén.
A 36. számú épület szomszédaival ellentétben jellegzetes főúri palota. Klasszicista stílusban épült valamikor az 1830–1840-es években, erre utal szegmentíves kapualja is. A kapu körül sávozás‚ a vakíves ablakok ívzárulásánál a homlokzaton végigfutó párkányzat és sokkal díszesebb ereszpárkány jellemezte az épületet. Azóta‚ valamelyik felújításkor‚ minthogy ezek bizonyára letöredeztek‚ a gipszdíszeket nagyrészt letakarították‚ a sávozást bevakolták‚ s így komorrá vált az egész külső. Építtetője nem ismert. Az 1869-es telekkönyv szerint gróf Bethlen Leopoldina lakott benne. Többször is gazdát cserélt, majd az 1920-as évek végén vállalati székhely volt, az 1930-as években pedig itt működött a cseh konzulátus.
A következő három kis földszintes ház a 19. század végén, 20. század elején nyerte el mai formáját:
- A 38-as számú földszintes, két ablakos ház, kelet felől kapuval.
- A 40-es számú az előzőhöz hasonlít, viszont a főutcára három ablaka nyílik. Homlokzata 1902-ben készült eklektikus stílusban.
- A 42-es számú földszintes ház megint kétablakos‚ kelet felé esik kapuja. 1891-ben eredeti barokk homlokzatát eklektikus stílusban átépítették. Főpárkányzata mintás, az ablakok felett emberfejes és növénymotívumos betétek láthatók. A házban több neves kolozsvári ügyvédnek volt az irodája.

A 44. szám alatti polgárháznak megőrződött az egykori barokk, boltozatos kapualja. Frontján valamikor két ablaka volt növénydíszes szemöldökökkel, ezt utólagos módosítások során eltüntették. 1918-ban S. Nagy József élelmiszer-kereskedő vásárolta meg és vendéglőt nyitott benne, amelyik „Nagyjóska”-ként fogalommá vált Kolozsváron, és elsősorban a színészek és művészek körében örvendett nagy népszerűségnek.
A 46. szám alatti ház a Magyar utca jobb oldalának leghosszabb homlokzatával rendelkezik. Eklektikus stílusban épült valamikor a 20. századi elején egy már meglévő két, klasszicista kőház helyén.
A 48-as számú ház utcai része aránylag épen őrzi késő barokk kispolgári jellegét.
A következő három ház mindegyike hosszabb-rövidebb ideig az Andrásofszki család és rokonsága birtokában volt. A 18. században Magyarországról idevándorolt lengyel származású családból származtak Kolozsvár legjobb harangöntő mesterei. Nem csak a városban, de Erdélyben is nagyon keresettek voltak.
- Az 50. számú ház jellegzetessége a loggiás homlokzata. A ház az államosításig a Hory család birtokában volt, ezért Hory-házként is ismerik. Az 1880-as években nyerte el ma is látható eklektikus formáját. Neves bérlője Koch Antal volt, a kolozsvári egyetem első ásványtan professzora, Erdély ásványtani feltérképezője.
- Az 52. számú házat 1984 nyarán bontották le. A régi ház az 1870-es 1880-as években eklektikus stílusban épült.
- Az 54. számú ház lehetett a legrégebbi Andrásofszki-tulajdon ezen a soron. 1845-ben itt működött Andrásofszki Sámuel rézműves műhelye. Az eklektikus stílusú házat 1984-ben elbontották.

Az 56. számú épület a várfalon belül lévő utolsó épület volt. Akkoriban építhették‚ mikor már a várfalat bontották‚ de még a Magyar utcai kapu lebontása előtt. Az 1880-as években kibővítették és szállodát rendeztek be Magyar Korona néven. Az 1950-es évektől az állam vette át, majd 1984-ben lebontották.
1984–1986 között épült fel az utóbbi három ház helyére a modern Victoria szálloda. Az építész saroktornyos megoldásával igyekezett a ház szecessziós stílusához is alkalmazkodni. A betonépületet mégsem sikerült kellően összhangba hoznia a környezettel. A szálloda melletti egykori Bethlen, ma Baba Novac nevét viselő utca köti össze a Magyar utcát a Szentegyház (ma Iuliu Maniu) és Deák Ferenc (ma Eroilor) utcákkal. A kis utca aztán tovább folytatódik merőlegesen a Király (ma I.C. Brătianu) és Farkas (ma Mihail Kogâlniceanu) utcákra, majd a Petőfi (ma Avram Iancu) utcába torkollik.

## Az egykori Magyar utcai városkapu
Az egykori városfalak a Bethlen utca (ma Baba Novac) mentén húzódtak és metszették a Magyar utcát. Az 1405-től kezdve épített várfalak pont a Magyar utca mai úttestének közepe táján a Magyar kaput fogták közre – más néven a kádárok bástyáját –‚ ez a kisebb kaputornyok egyike volt, magassága úgy kétemeletnyi‚ az eresz alatt körfolyosó övezte. Építése a 15. század közepére utalt. A kapu sokáig be volt falazva és csak a 18. század végén nyitották meg, amikor a Gubernium Kolozsvárra költözésével a forgalom is megnőtt. Addig a fő várkapu a város keleti oldalán a Közép kapu volt, az egykori Közép utca (majd Deák Ferenc, ma Eroilor) végében. A közlekedést addig egy kis kapu biztosította az utca belső és külső részei között. A Magyar utca e kapu megnyitásával visszanyerte főút szerepét‚ s különösen várfalon belüli része gyorsan kiépült-átépült. A falon kívül, a tér járdájának táján egy külső várfal is húzódott‚ amely fele olyan széles és alacsonyabb volt, mint a belső. A két várfal közötti területet a 15-16. században temetőnek használták. A kapu bontásáról 1869-ben határoztak, szabaddá téve az úttestet.

## A megyeháza

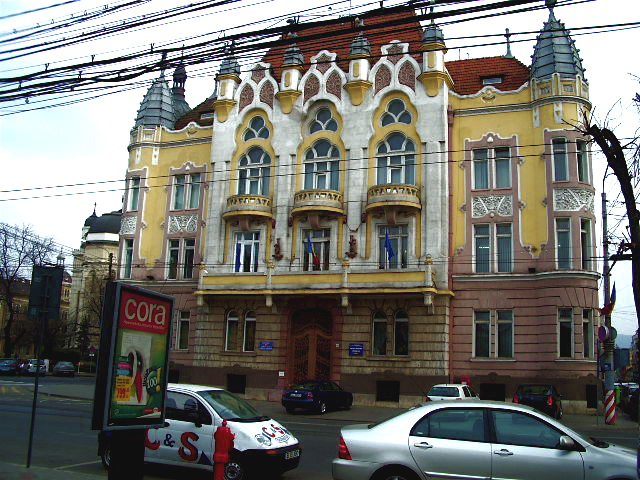
A megyeháza

A várkapu előtti részen, a Magyar utca jobb oldalán lévő házakat is elbontották, helyükre épült 1910 áprilisában a Kolozsvári Kereskedelmi és Iparkamara impozáns kétemeletes székháza (58. szám) Huber József építész tervei szerint. Az épület az egyik legjelentősebb kolozsvári szecessziós ház. A gótikus‚ reneszánsz és mór stílus elemeit kombinálja virágmotívumokkal. Rusztikás földszintjét csak az ajtókeretek díszítik‚ két emeleti szintjén erkélyek és gazdagon mintázott ablakkeretek teszik hangulatossá mindhárom homlokzatát. Főpárkányzatát számos kisebb-nagyobb ólomlemezekkel fedett tornyocska tagolja. Az aránylag nagy területet elfoglaló épület két belső udvart zár közre. Az 1940-es évek végén városi néptanács‚ majd a Román Munkáspárt, illetve a Román Kommunista Párt megyei bizottságának székháza lett. Napjainkban a megyei tanács és a Kolozs megyei prefektus székel benne.

## A Bocskai tér

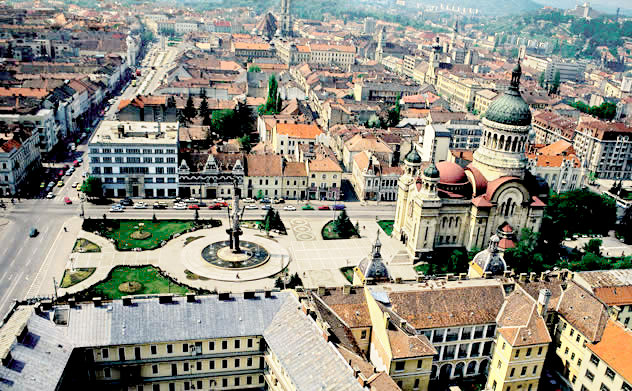
A Bocskai tér légi felvétele. Középen az ortodox katedrális áll, a kép jobb oldalán látható hosszú főutca a Bel-Magyar utca

A Bocskai tér (korábban Trencsini, ma Avram Iancu tér) Kolozsvár egyik legjelentősebb belvárosi tere. A Belső és Külső Magyar utcák között, a várfal előtt alakult ki. Eredetileg védelmi célokra szolgált: a váratlan támadások elkerülésére a 17. század végéig nem volt szabad csak a tér keleti széle táján építkezni. Az egykor sáros-poros teret az 1790-es években parcellázták fel. Ekkor épült meg a várfal előtt a tér nyugati házsora. Az északi rész a Magyar utca házsorának folytatása. A tér keleti részén már a parcellázás előtt is szabad volt építkezni, itt rendszerint városi polgárok majorjai, kertjei álltak. A tér déli oldala, azaz Agyagdomb épült ki a legkésőbb. Ide cigányok költöztek be, miután az 1831-es földcsuszamlásban elpusztult a Fellegvár tövében álló soruk. A cigányputrik egy részét a Tanítók házának megépítésével számolták fel, s ez az épület zárta végképp le a teret déli irányból. Egy ideig a téren rendezték a vásárokat. A teret a 19. század végén rendezték.
A tér északi oldalának – amelyet átszel a Magyar utca – nevezetességei többek között a Kolozsvári Protestáns Teológiai Intézet és a pénzügyigazgatóság impozáns épülete valamint az ortodox katedrális.

## A Kül-Magyar utca nevezetes épületei
A Kül-Magyar utca még a második világháború után is falusias jellegű volt, földszintes lakóházak sora jellemezte, amelyek többségét hóstáti földészek lakták. Az utcában kevés nevezetes, műemlék jellegű épületet emeltek, ezek nagy része az utca elején, közel a Bocskai térhez, áll. Az utca nyugati része, a szentpéteri templomtól nyugatra nagyrészt megőrizte azt az arculatát, amely főleg az első világháború előtt alakult ki, viszont a templom mögötti, keleti részt az 1970-es 1980-as években teljesen átalakították, a takaros portákat elbontották, helyettük négy- és tízemeletes tömbházakat emeltek. Itt alakult ki város második legnagyobb lakótelepe.

### A bal oldali házsor

#### A református sor

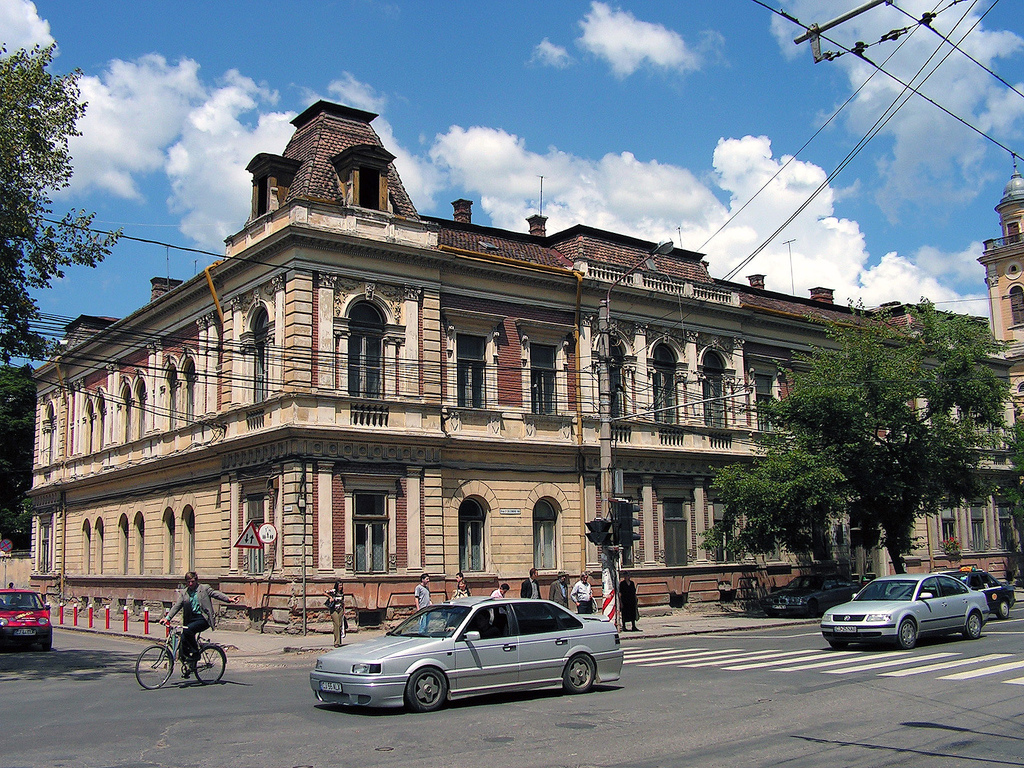
A 37. számú ház

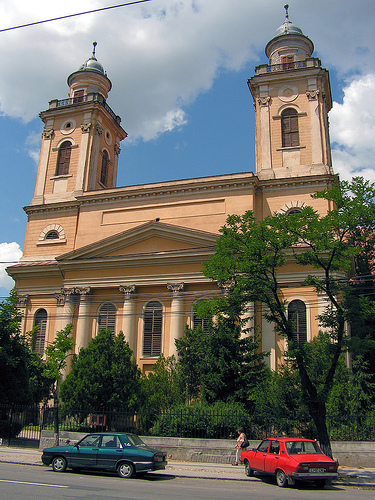
A kétágú templom

A Kül-Magyar utca bal oldalának első háza az Eötvös (ma Constanța) utca sarkán áll. A 37. számot viselő épület 1892-ben került a reformátusok tulajdonába. Az itt álló egykori emeletes kőház helyére az 1890-es években egy háromfrontos bérházat húztak fel. A homlokzatot kétszer égetett tégla borítja és szimmetrikusan elosztva tizenhárom ablak díszíti. Az új bérházban rengeteg neves kolozsvári bérelt lakás közöttük Pákey Lajos építész, Bálint Gábor orientalista, Farkas Gyula fizikus stb. Tőkés László a gyermekkora is e házhoz kötődik. Az épületben hosszabb-rövidebb ideig hivatalok is székeltek, többek között az EMKE is, amelyik 1906-ban ide költözött, miután a szemben lévő palotájukat eladták az államnak.
A következő ház, a 39. szám az alsóvárosi református papi lak. A romantikus stílusú épület 1872-ben épült a szomszédos templomban szolgáló lelkészek számára. 1921-ben bővítették ki.
A 41. számú telken áll a reformátusok híres külvárosi istenháza, a kétágú templom. A teleknek legalább egy része már a 17. században a reformátusoké lehetett. Herepei János kutatásai szerint a mai protestáns teológiai intézet telkén álló és 1690-ben tatároktól elpusztított kis templom helyett 1695 táján kezdtek távolabb, vagyis ezen a telken templomot építeni gyűjtésből, közadakozásból. A templom építését a hóstáti reformátusok sürgették, hiszen a belvárosi, a Farkas utcai templom már nem tudta őket befogadni. Az építkezést Georg Winkler tervei alapján 1829-ben kezdték el. A debreceni nagytemplom mintájára épült templomot 1851-ben vették használatba. A kétágú templom Kolozsvár legjelentősebb és legmonumentálisabb klasszicista épülete. A két magas torony második szintjéig érő, a timpanon fölé emelkedő rusztikás attika zárja a homlokzatot, amely eltakarja a tetőt, de igen magasítja, impozánssá teszi az épületet. A négyszögletes toronyból kinövő henger alakú, kupolával s azon nyeles gombokkal zárt legfelső szint, melyet balusztrádos erkély fog körül, karcsúbbá, könnyedebbé teszi a tornyok összhatását. A háromtengelyes, előreugró középső részt tagoló hat oszlop korinthoszi fejezete, valamint a szintén korinthoszi pilaszterfők is könnyedséget sugallnak – az eredetileg tervbe vett dór oszlopfőkkel szemben. A templomot eleinte külvárosi református templomként emlegették, majd két tornyára utalva kétágú templomként íródott a köztudatba. A 20. század elején végrehajtott körzetesítés után alsóvárosi református templomként volt ismert. A templomot a hagyományosan református hóstátiak támogatják és tartják fenn.
A 43. szám alatti ház szintén a reformátusoké volt. 1893-ban vásárolták meg és hivatalaikat rendezték be benne. A 20. század elején egyes részeit bérbe adták. 1907-ben ebben az épületben működött a kolozsvári helyőrség tiszti kaszinója. 1908-ban Teleki László, a koltói gróf Teleki Sándor második fia, volt Kolozs megyei főispán vásárolta meg. A telek hátsó része 1934-ben került vissza ismét a reformátusok tulajdonába: a teológia vásárolta meg és luxusvillákat építtetett rajta. A telek Magyar utcára néző részén álló, eklektikus épületet 1948-ban államosították és adták át a rendőrségnek majd tűzoltóságnak.

#### A Radák-ház
Az 53. szám alatti, a Magyar és Zsidótemplom (ma Paris) utcák sarkán álló földszintes, klasszicista stílusban megépült épület az egykori Radák-ház. A 19. század második felében építette a báró Radák család városi rezidenciaként. A család kihalása után az Állami Tanítónőképző Intézet bérelte majd a 20. század első évtizedében a Tanítók Leányotthona működött benne. 1917-ben az Erdélyi református egyházkerület vásárolta meg, hogy leánynevelő intézetet létesítsen falai között. 1919-ben Stanca Dominic jó nevű nőgyógyász létesített kórházat és rendelőintézetet az épületben. Az 1945-ös államosítás után is megmaradt kórháznak. Stanca kórház néven a város neves gyermekkórháza és szülészete működik napjainkban is az épületben.

#### Az egykori Vöröskereszt Kórház
A 73. számú épületet Brandt József, neves kolozsvári orvos építtette kórház-szanatóriumként. A három földszintes épület, amely ezen a telken áll, többnyire közadakozásból épült fel 1895 őszéig. Az utcai ház klasszicizáló stílusban épült meg, széles kocsikapuval. A hátsó két pavilon a Mária és a Katinka nevet viselte. 1899-ben épült fel a negyedi épület, a barokkos, tornyos Ilona-pavilon. Hivatalos elnevezése Az Országos Vöröskereszt Egylet kolozsvári választmányának Erzsébet-Mária kórháza és szanatóriuma lett. Falai között halt meg 1897-ben Brassai Sámuel. Az épületben a világháború után is – egyleti tulajdon lévén – magyar jellegű kórház működött. 1929-ben hosszas pereskedés után a Közegészségügyi Minisztérium szerezte meg. Itt létesült Románia első és Európa második rákkutató intézete 1929-ben, Radu Stanca onkológus nőgyógyász főorvos vezetésével. Az 1940-es években tüdőgondozó intézet működött benne, majd az 1949-es államosítást követően ismét az onkológia vette át, majd 1965 óta a városi kórház hematológiai intézete működik benne.

### A jobb oldali házsor

#### Az egykori EMKE-palota

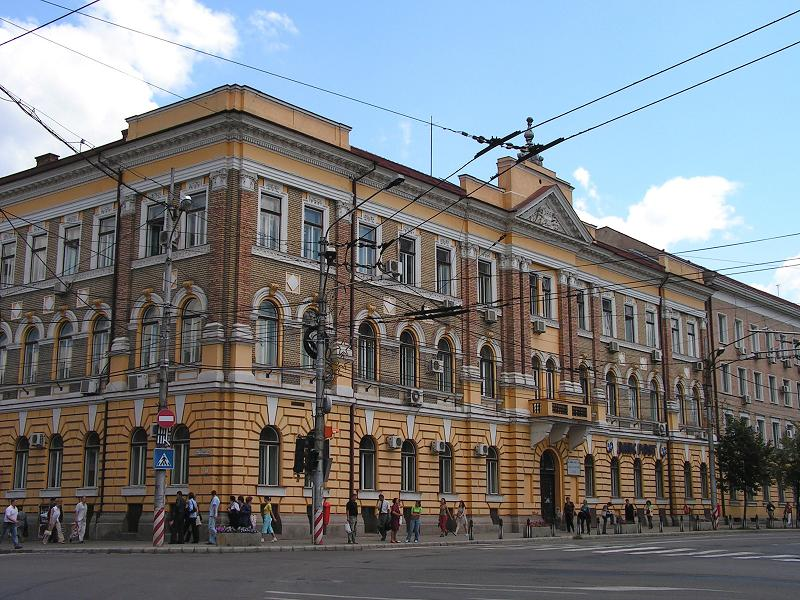
Az egykori EMKE-palota

A Bocskai tér és a Magyar utca sarkán az EMKE-palota áll. A kétszer égetett téglaborítású épületet 1891-ben adták át. Pákey Lajos tervei szerint készült. Eredetileg gróf Bánffy György üres telke állt itt, aki 1887-ben felajánlotta, hogy itt építsék meg az új megyeházát. A megyeházát azonban nem ide, hanem a Külső Monostor utca elejére építették. Az értékes házhelyet végül az EMKE vette meg, s Baross Gábor miniszter ajánlatára a vasúti üzletvezetőség részére építenek rá irodaházat. A tér fele tizennégy, a Magyar utca fele huszonnégy tengelyes eklektikus épület homlokzatát azon városok és megyék címerei díszítették, amelyek 1891-ben EMKE-fiókokkal rendelkeztek. Az EMKE a palotát 1906-ban kénytelen volt eladni a vasútnak, mert az nem akarta továbbra is méltányosan bérbe venni, s a hivatalokat a szemben levő 1. szám alatti bérházba költöztették. Az első világháború óta a CFR tartományi igazgatósága működik ebben az épületben.

#### Az Eperjesi-ház
A 60. számú telken álló épületet utolsó tulajdonosáról, Eperjesiné Lönhardt Máriáról, Eperjesi-háznak is ismerik. A ház homlokzatát kétszer égetett sárga tégla borítja, az olasz reneszánsz elemeit mutatja. Kápolnai Lajos és Sütő Lajos tervei szerint 1906–1907-ben készül el ez a kétemeletes bérház. 1910-ben itt működött a honvédtiszti étkező. A háznak számos ismert lakója volt: Jakabházy Zsigmond gyógyszerész, Juhász Árpád gazdasági akadémiai tanár, Tomanóczy Gusztáv egyetemi torna- és vívótanár, Soó Rezső biológus.

### A szentpéteri templom és környéke

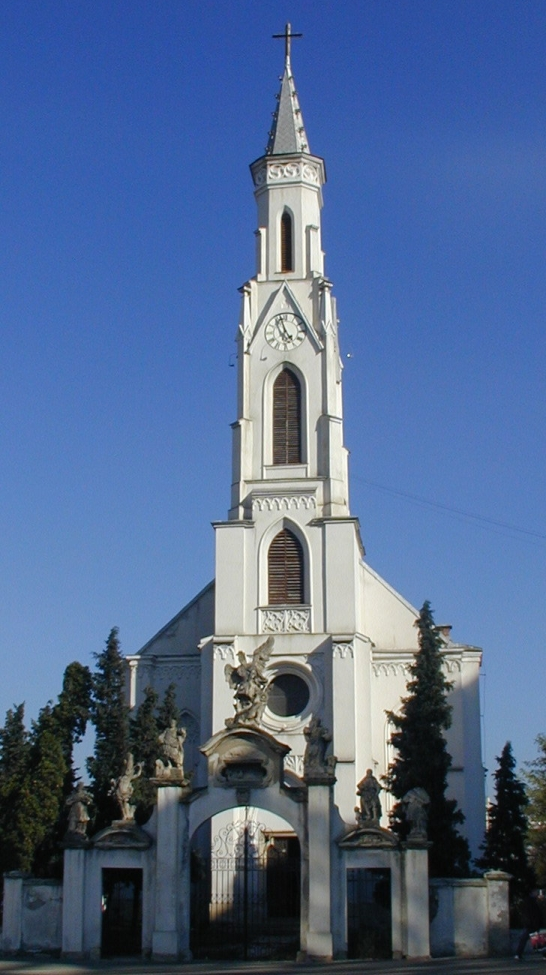
A szentpéteri templom

A Kül-Magyar utca nagyjából közepén az utca kiszélesedik és közrefogja az úttest közepén álló római katolikus templomot, az úgynevezett szentpéteri templomot, amelynek múltja szorosan összefonódik és egyben az itteni település történetét is megvilágítja. A történészek és régészek kutatásai szerint a 12–13. században ezen a területen egy önálló, Szentpéter nevű falu létezett saját templommal és plébániával. A kis település történetéről nem sokat tudni‚ éppúgy áldozatául eshetett a tatárjárásnak‚ mint Kolozsvár. A 15. századra a település összeolvadt Kolozsvárral. Arra nincsenek pontos bizonyítékok, hogy a város nőtt ki Szentpéter felé, vagy a falu terjeszkedett a város irányába. A minoriták a 18. század második felében a templom szomszédságában, annak déli oldalán egy rendházat létesítettek, amelyet aztán átadtak aggmenház céljaira. A Szentpéter helységnév rendre teljesen elmosódott és a 19. század közepére e vidék szinte azonosult a legjellegzetesebb hóstáttal. Külön érdekességnek számított a római katolikus templom a tiszta református hóstátiak házainak gyűrűjében. A ma látható neogótikus templom az 1840-es évek második felében épült, miután az itt álló régi templom állapota tarthatatlanná vált. Városrendészeti meggondolások miatt templom elé helyezték az eredetileg a Szent Mihály-templom előtt álló díszkaput, a templom mögé pedig a piarista templom előtt álló Mária-oszlopot. Az 1892–1902 közötti kolozsvári közúti vasúthálózatnak itt‚ a templom előtt volt egyik végállomása.

#### Szent Erzsébet öregotthon
A Magyar utca 136–138-as számot viselő épülete Kolozsvár egyik legnagyobb múltú öregotthona. A legendák szerint II. Endre lánya, az 1235-ben szentté avatott Erzsébet vagy V. István özvegye Kun Erzsébet alapította. Története valószínűleg a 13. századig nyúlik vissza. A város első ispotálya a Fellegvár aljában, a Kőmálon működött, majd 1671-ben a Fő térre költözött. 1768-ban költöztették ki a városból, mivel fertőzési gócpontot jelentett. Az öregotthont és kórházat a minoriták vezették, s csak 1818-ban egyesült a szentpéteri plébániával. A kórház és az öregotthon működését számos királyi és fejedelmi adomány, birtok, állandó jövedelem támogatta. 1820-ban az intézmény átalakult kizárólagosan aggmenházzá. A most is látható épület az 1850-es években váltotta fel a korábbi favázas rendházépületet. A különösen jól sikerült főbejárati rész román és gótikus elemeket kombináló romantikus stílusban épült. A kapu feletti toronyban szoborfülke található Szent Erzsébet alakjával.

### A Mărăști tér és környéke

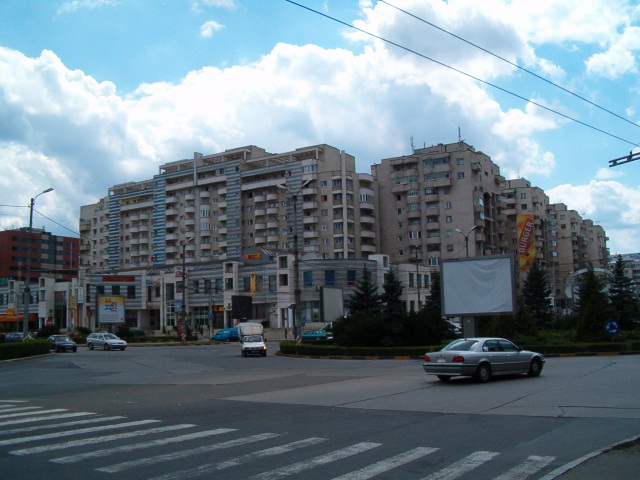
A Mărăști tér

A Külső Közép (ma Calea Dorobanților) és a Kül-Magyar utcák keleti végén, a Téglás (ma Fabricii) utcai útkereszteződés a második világháború előtt még a város végének számított. Az itt álló házsor Végsor utcaként volt ismert. 1899-ben a Végsor utcát beolvasztották a Téglás utcába. 1941-ben a Végsor utcát térré alakították át és átnevezték Hősök terénél. A második világháború után pedig a Mărăști névre változtatták ezt. Elnevezését az első világháború egyik, a román történelem szempontjából jelentős csatájának színhelyéről (Mărăști) kapta. Innen indul tovább az Apahida–Szamosújvár, illetve Mócs–Régen fele vezető országút. A tér jelenleg az azonos nevű lakótelep központja.

## Ajánlott irodalom
- Diószegi Anna: Életem története. Székelyudvarhely: Erdélyi Gondolat Könyvkiadó. 2001.  ISBN 973-9269-62-1
- Tatár Zoltán: A Békástól Lupsáig. Kolozsvár: Kalauz Kiadó. 2008.  (a katalógusokban formailag hibás ISBN-nel szerepel) ISBN 973-85583-2-9
- Tatár Zoltán: Kincses külvárosom. Kolozsvár: Kalauz Kiadó. 2005.   (a katalógusokban formailag hibás ISBN-nel szerepel) ISBN 973-85583-2-9